# Museu Arqueològic Nacional de Nàpols

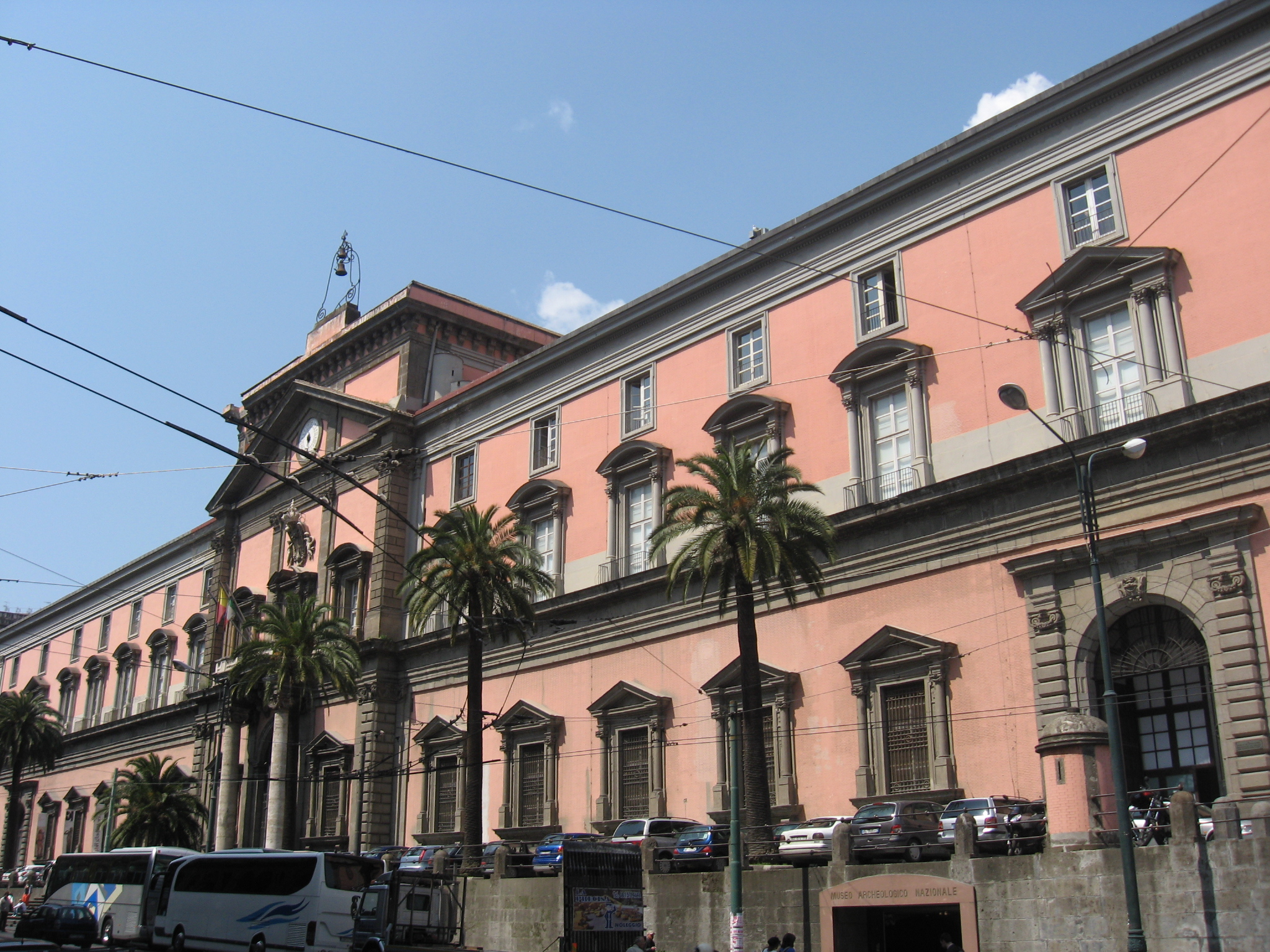
Façana del Museu Arqueològic Nacional de Nàpols

El Museu Arqueològic Nacional de Nàpols (en italià: Museo Archeologico Nazionale di Napoli, MANN) es considera un dels més importants del món, tant per la qualitat com per la quantitat d'obres que s'hi exposen, principalment les de l'època grecoromana.
L'edifici on s'allotja el museu, que es va començar a construir el 1585, té també un gran interès arquitectònic i, de fet, és un dels principals palaus monumentals de Nàpols. Està situat a la piazza del Museo, núm. 19.
Constitueixen el museu quatre nuclis fonamentals: 
- la col·lecció Farnese, composta per objectes provinents de Roma i la rodalia;
- les col·leccions pompeianes, amb testimonis procedents de Pompeia, Herculà, Estàbia, Boscoreale i altres antics recintes arqueològics de l'àrea del Vesuvi, pertanyents majoritàriament a les col·leccions borbòniques;
- altres objectes pertanyents a col·leccions menors adquirides o donades al museu (per exemple, la col·lecció Stefano Borgia, la Santangelo, la Stevens, la Spinelli, etc.);
- objectes provinents d'excavacions dutes a terme per la Direcció General d'Arqueologia de Nàpols i Caserta (secció prehistòrica, cumana, Pithecusae, Neapolis, etc.), de la qual depèn el museu.

Un cop acabades les tasques principals de restauració i renovament de l'edifici –que s'han allargat durant decennis i són gairebé enllestides– es continua el projecte de la reorganització global de les col·leccions segons nous criteris expositius. Per això, hi ha col·leccions que encara no es poden visitar, com la de la Magna Grècia, la col·lecció cumana (la part dels vasos grecs), l'epigràfica i la d'estatuària pompeiana.
El 2008 van visitar el museu 290.016 persones.

## Història

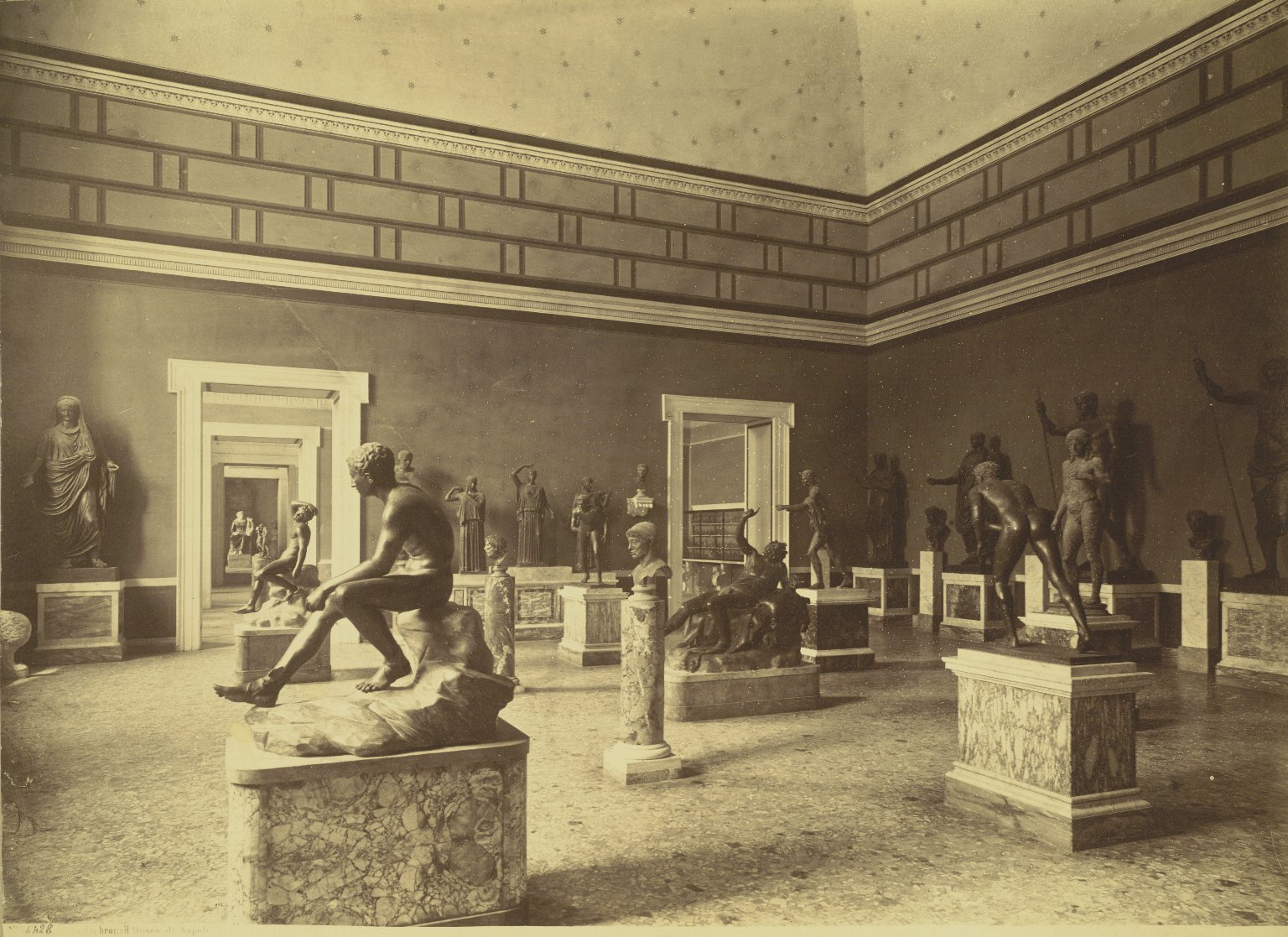
Sala dels bronzes en una imatge de Giorgio Sommer anterior al 1914

El museu està instal·lat en un edifici històric, inaugurat el 1615 com a Palazzo dei Regi Studi ('palau dels Estudis Reials'), seu de la Universitat de Nàpols. Arran del trasllat de la universitat el 1777, el rei Ferran IV va encarregar a l'arquitecte Ferdinando Fuga l'adaptació de l'edifici per albergar-hi el Reial Museu Borbònic i la Reial Biblioteca, obres que van comportar la construcció d'un pis addicional a les ales laterals.
Al final del segle xviii, la col·lecció es va veure ampliada significativament amb l'aportació de la col·lecció Farnese, provinent del Museu de Capodimonte i de diverses residències reials, seguida de les troballes arqueològiques de Pompeia, Herculà i Estàbia. Durant el segle xix, el museu va continuar rebent nou material, tant de col·leccionistes privats com d'excavacions del sud d'Itàlia. Amb la unificació italiana, la institució va passar a estar controlada per l'estat i va rebre la qualificació de Museu Nacional. El 1925, la biblioteca fou traslladada a un altre local, i el 1957 va passar el mateix amb les pintures, que es van tornar al nucli originari del Museu Nacional de Capodimonte, mentre que a la col·lecció del museu només hi restava la secció arqueològica.

## Col·lecció Farnese

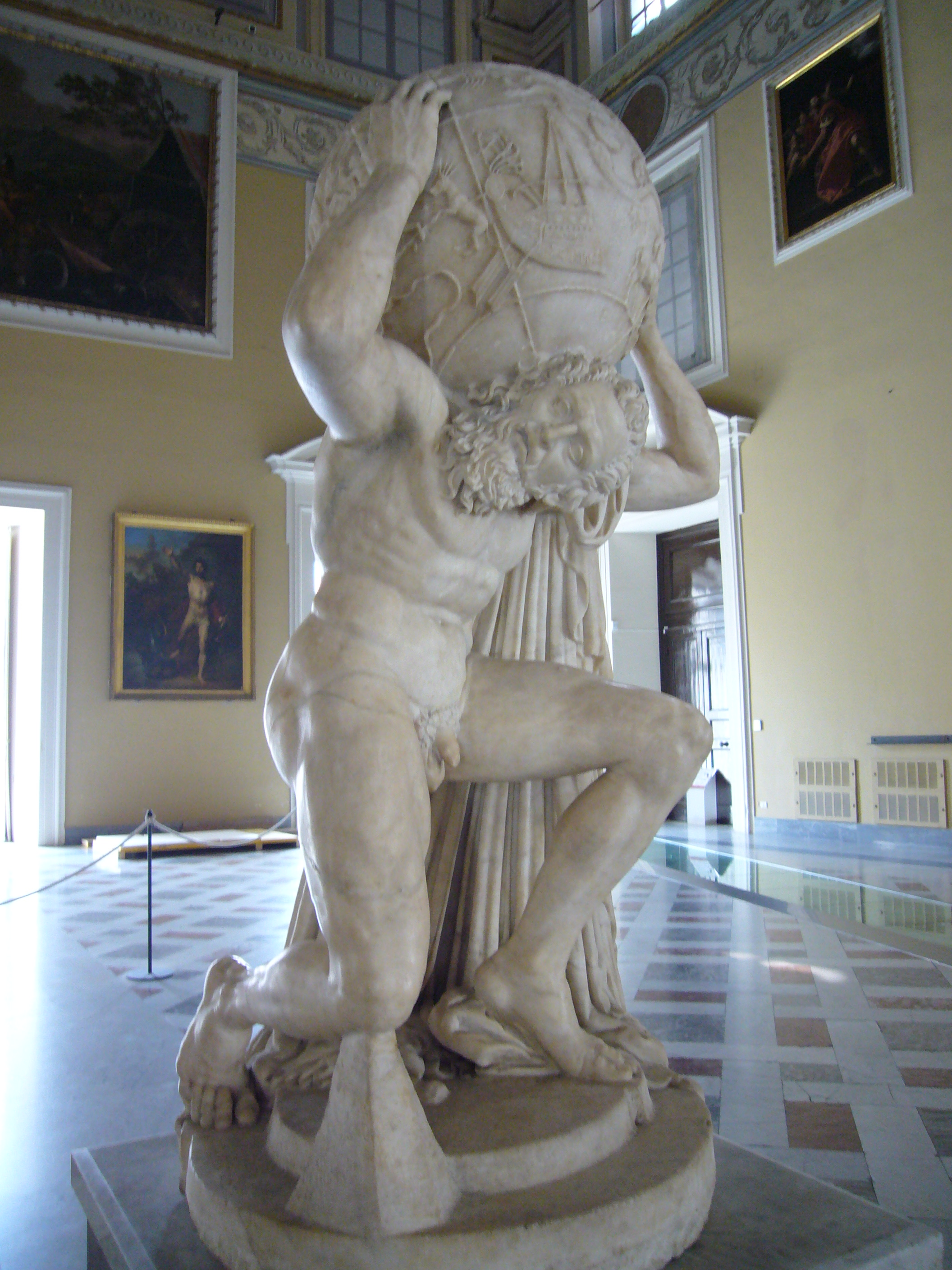
LAtles Farnese, exposat al salone della Meridiana

Ocupa les sales i galeries de la planta baixa (sales 1-29) disposades a l'entorn del pati oriental (a la dreta del vestíbul d'entrada). Al mig del pati, hi ha, a més, un esplèndid labrum o bassa de pòrfir vermell, que també forma part de la col·lecció. Amb la nova reorganització del museu, les sales s'han anat obrint de mica en mica i encara no s'hi exposa tot el que hi ha.

### Escultures
La col·lecció Farnese és una preciosa mostra del col·leccionisme renaixentista. Conté escultures honorífiques i monumentals, bustos i retrats grecs i romans, obres originals de l'antiga Grècia des del període sever fins a l'hel·lenisme i una sèrie encara més extensa de còpies romanes.
S'han reordenat les escultures de la col·lecció que Ferran IV va heretar de la seva àvia Isabel Farnese, reagrupant-les per llocs i palaus, tal com estaven subdividides i exposades a Roma abans que fossin traslladades a Nàpols:
- Escultures del palau del Campo dei Fiori (sales 1 i 7).
- Escultures del palau Farnese (sales 2-6). En destaca el grup d'Harmodi i Aristogitó, coneguts com els Tiranicides.

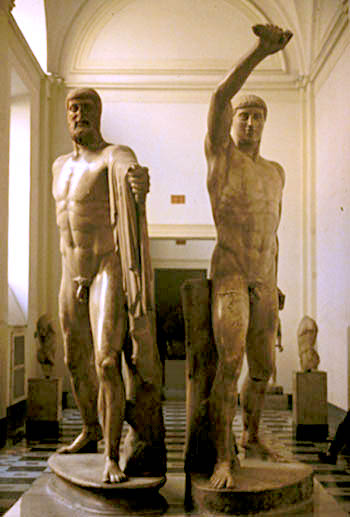
Els tiranicides
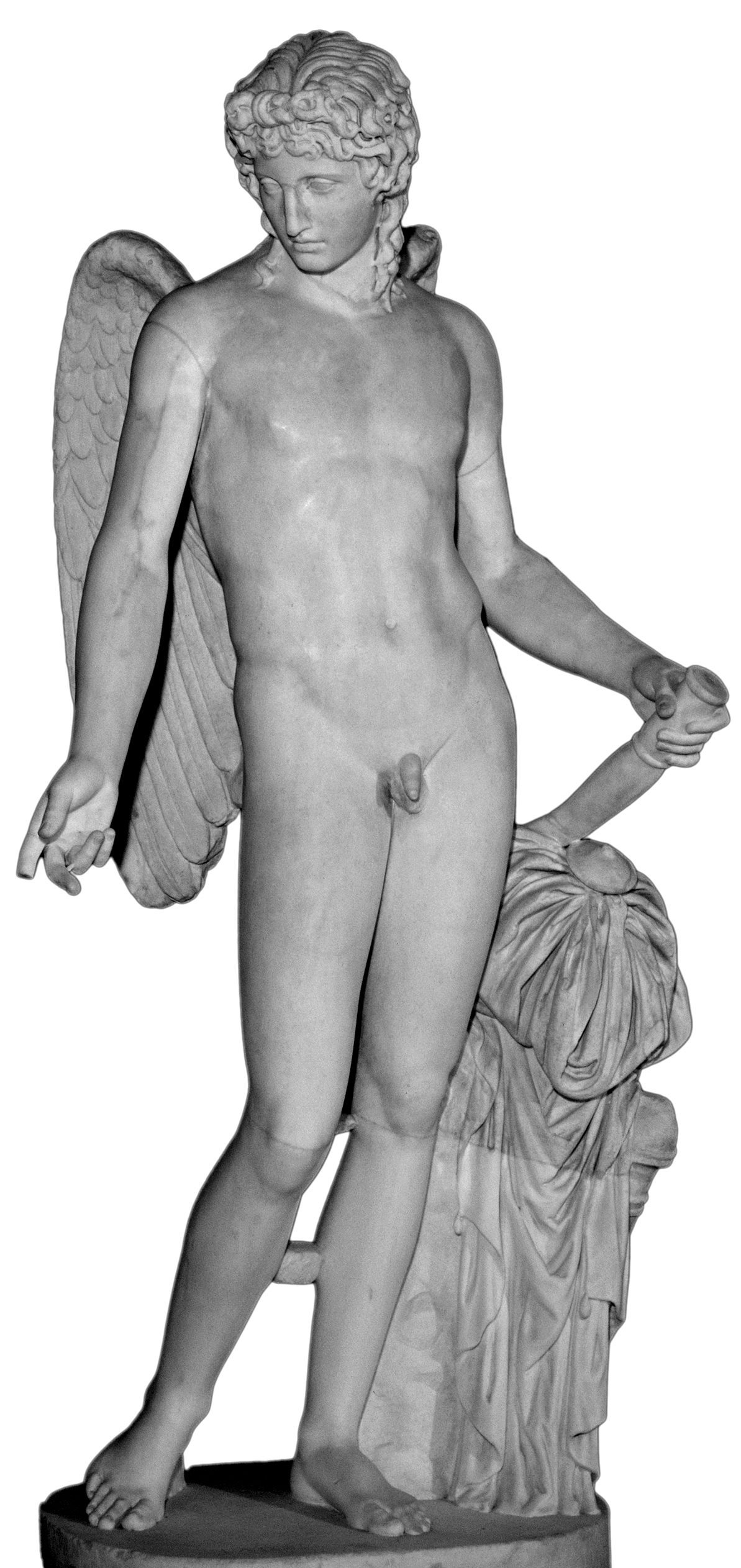
Eros
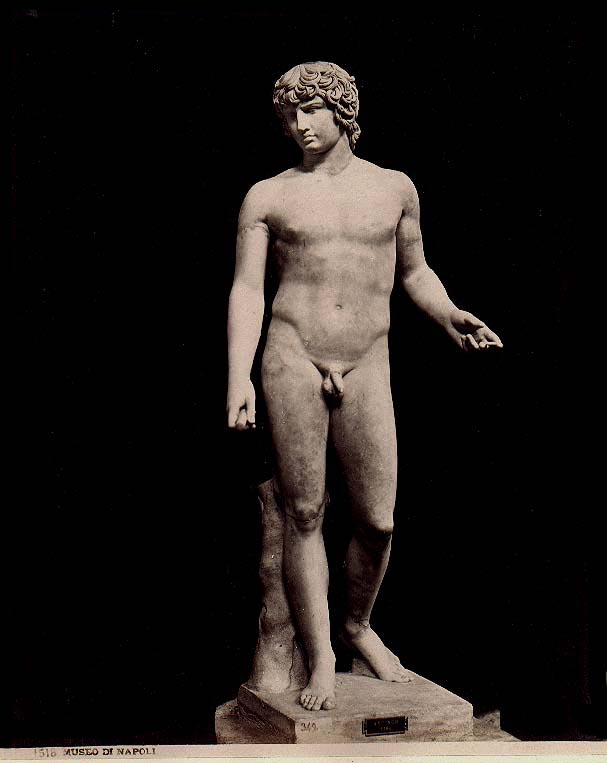
Antínous
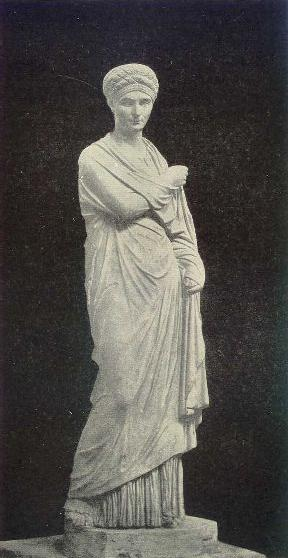
Antònia

- Escultures del jardí dels Orti Farnesiani i de la villa Madama (sala 8).
- Escultures de les termes de Caracal·la (sales 11-16). En destaquen les escultures monumentals de l'Hèrcules Farnese, font d'inspiració de Miquel Àngel, la Flora Farnese i, sobretot, el Toro Farnese, el grup escultòric més gran i complex de l'antiguitat que s'ha conservat, que representa el suplici de Dirce.

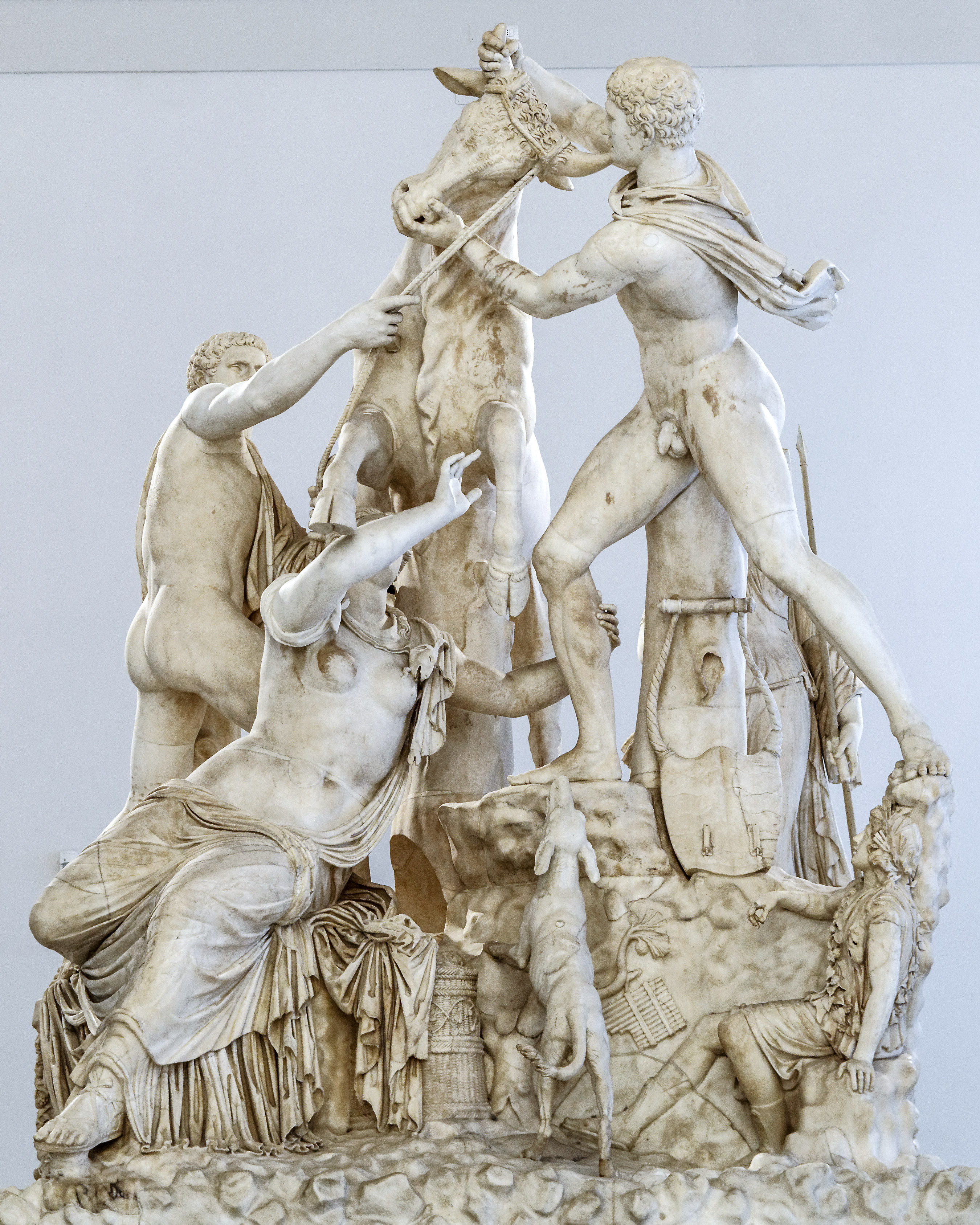
Toro Farnese
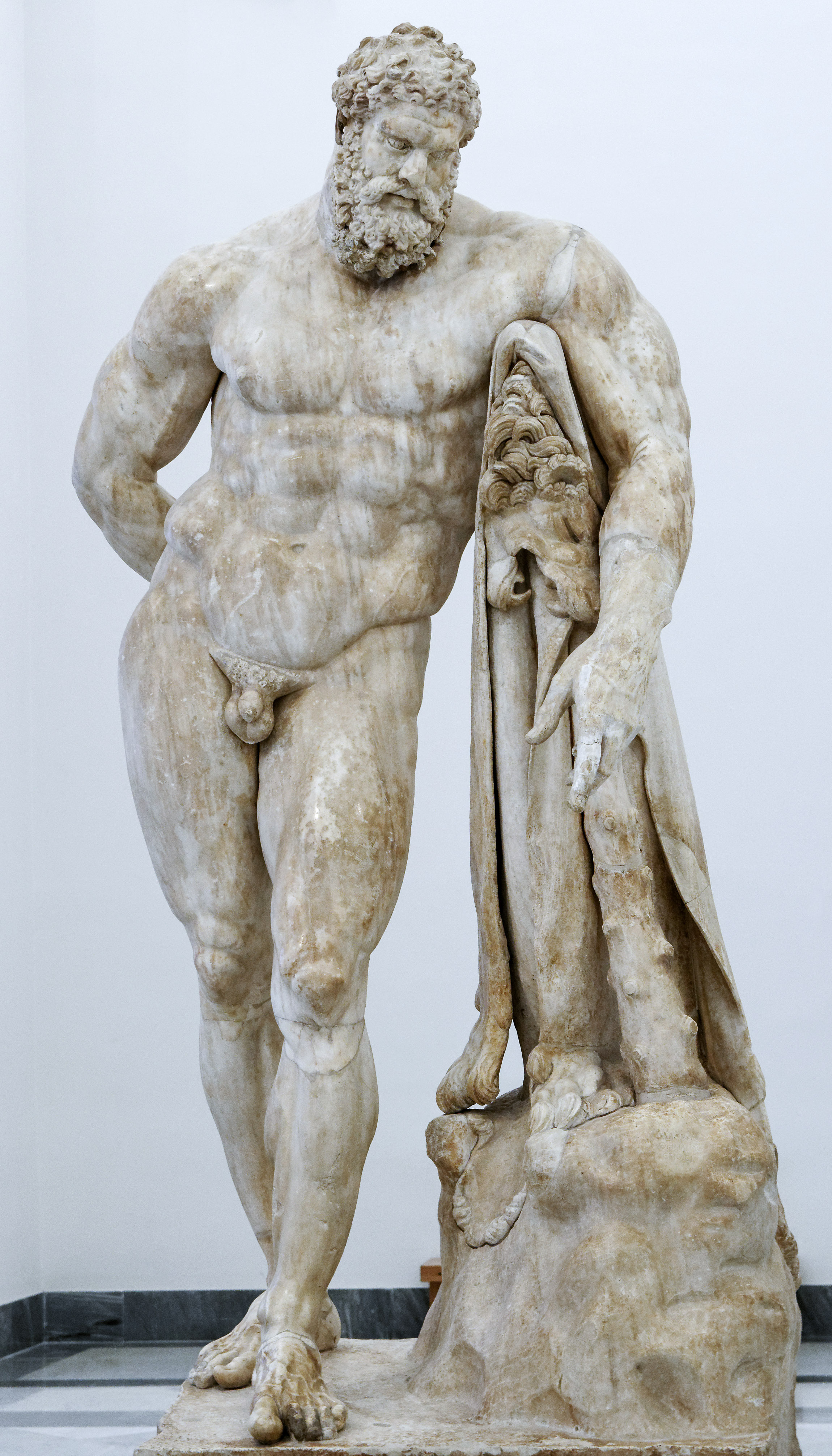
Hèrcules Farnese

- Escultures de la villa Farnesina (sales 25-28), amb la col·lecció de retrats de filòsofs i poetes grecs i les famoses Venus ajupides.
- Galeria dels Emperadors (sala 29).

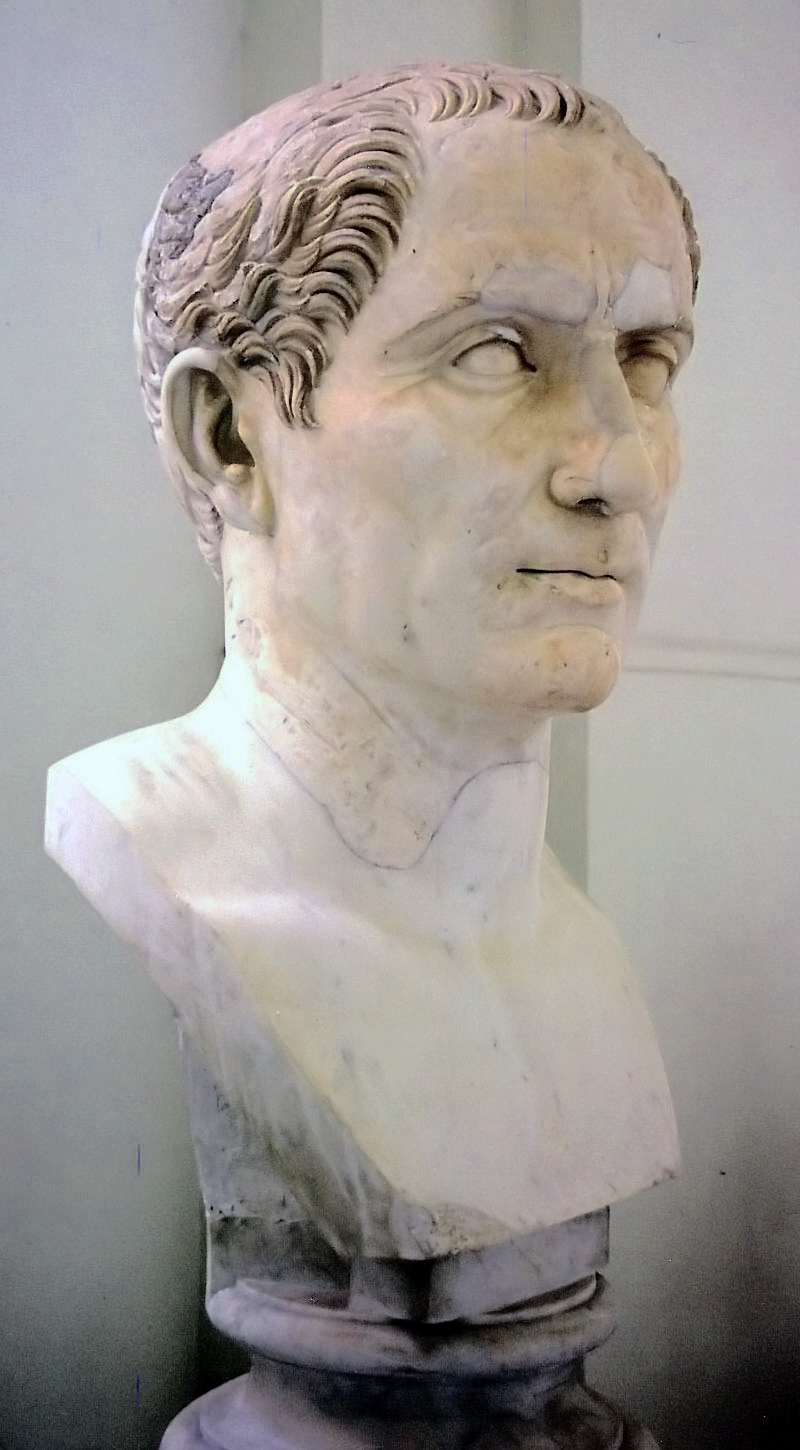
Juli Cèsar
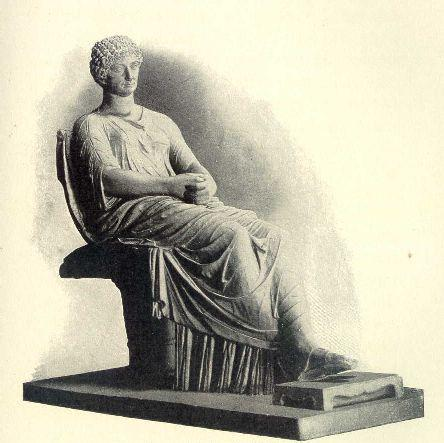
Agripina Menor
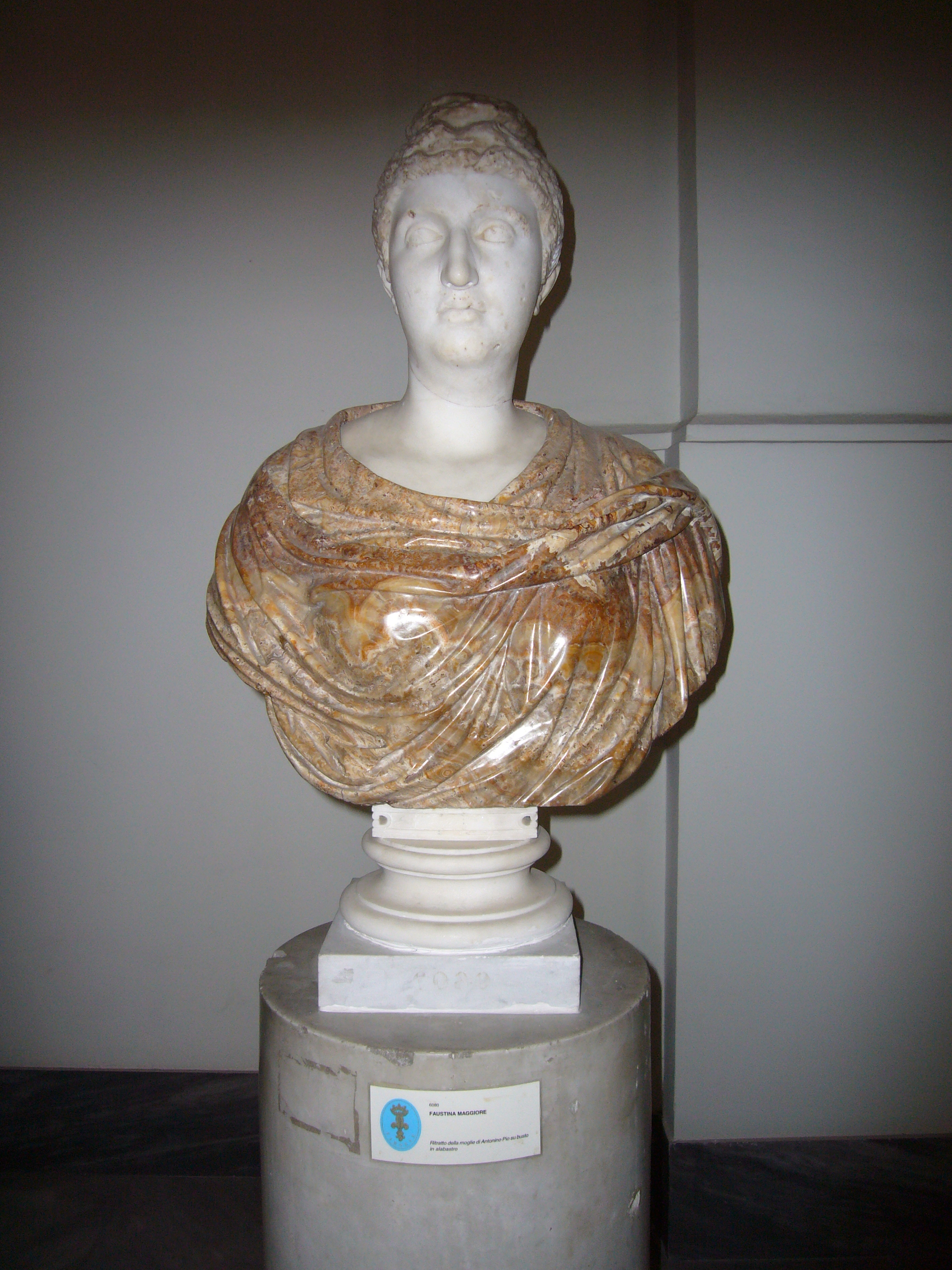
Faustina Major

### Les joies Farnese
La col·lecció Farnese de gemmes gravades (sales 9-10) fou reunida originàriament per Cosme el Vell i Llorenç el Magnífic durant el segle xv, i ampliada més endavant per la família Farnese. Entre els seus atractius, hi ha l'anomenada Tassa Farnese, un dels camafeus més grans del món, fet d'una peça de sardònix provinent de la cort dels Ptolemeus.

## Col·leccions pompeianes

### Estatuària pompeiana
Les estàtues provinents de les antigues ciutats colgades pel Vesuvi, tant les de marbre com les de bronze, de moment no s'exposen al públic, ja que les sales on han d'anar, a l'entorn del pati occidental, encara no s'han enllestit. Només unes quantes escultures particularment significatives (com, per exemple, el Dorífor) s'han col·locat provisionalment en algunes sales o galeries de la planta baixa. O, per exemple, d'octubre del 2008 a abril del 2009, es van exhibir estàtues de bronze d'Herculà a l'atri del museu, en ocasió d'una exposició temporal.

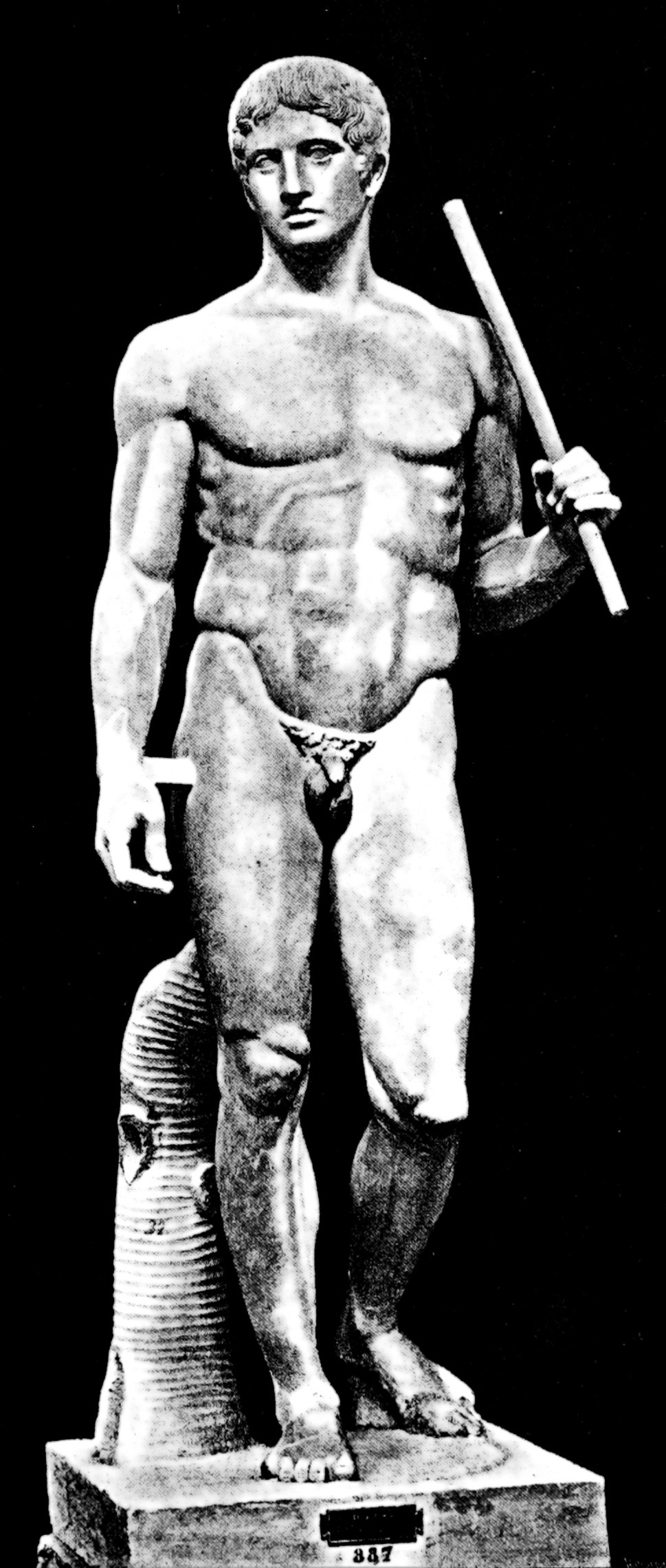
Dorífor
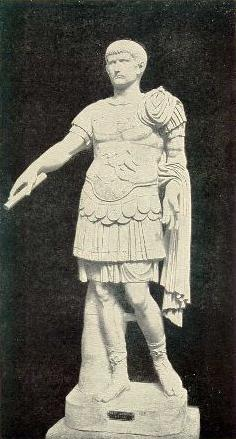
Calígula
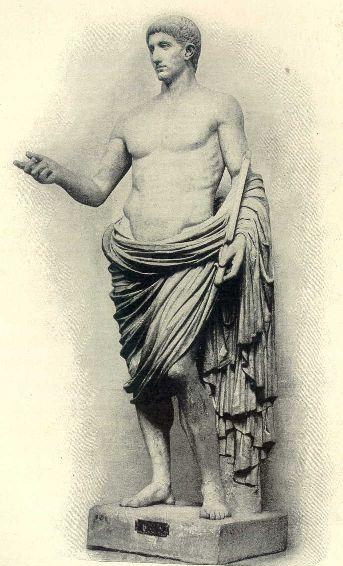
Drus Major
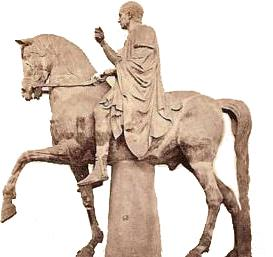
Noni Balb

### Els mosaics
Aquesta secció (sales 57-61 i 63-64), única en el seu gènere, és formada per fragments de la decoració del terra i les parets d'Herculà, Pompeia i Estàbia, amb emblemes, escenes i figures d'inspiració grega. Són remarcables les escenes realitzades per Dioscúrides de Samos i els mosaics de la casa del Faune de Pompeia, amb una famosa escena de la Batalla d'Issos entre Alexandre el Gran i les tropes de Darios, a més a més dels fragments de mosaic fets amb la tècnica de l'opus sectile, una composició amb marbres de diversos colors.

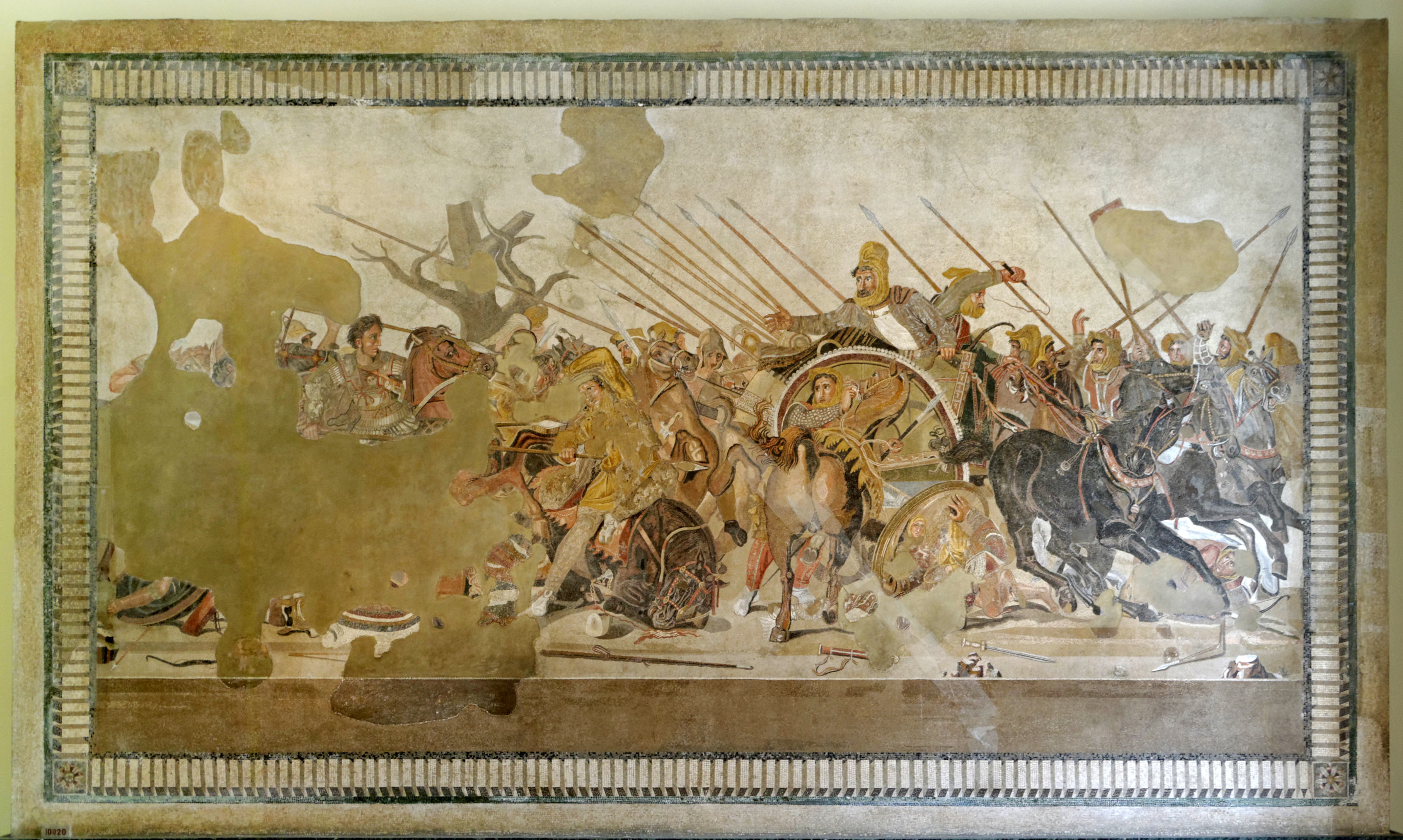
La Batalla d'Issos
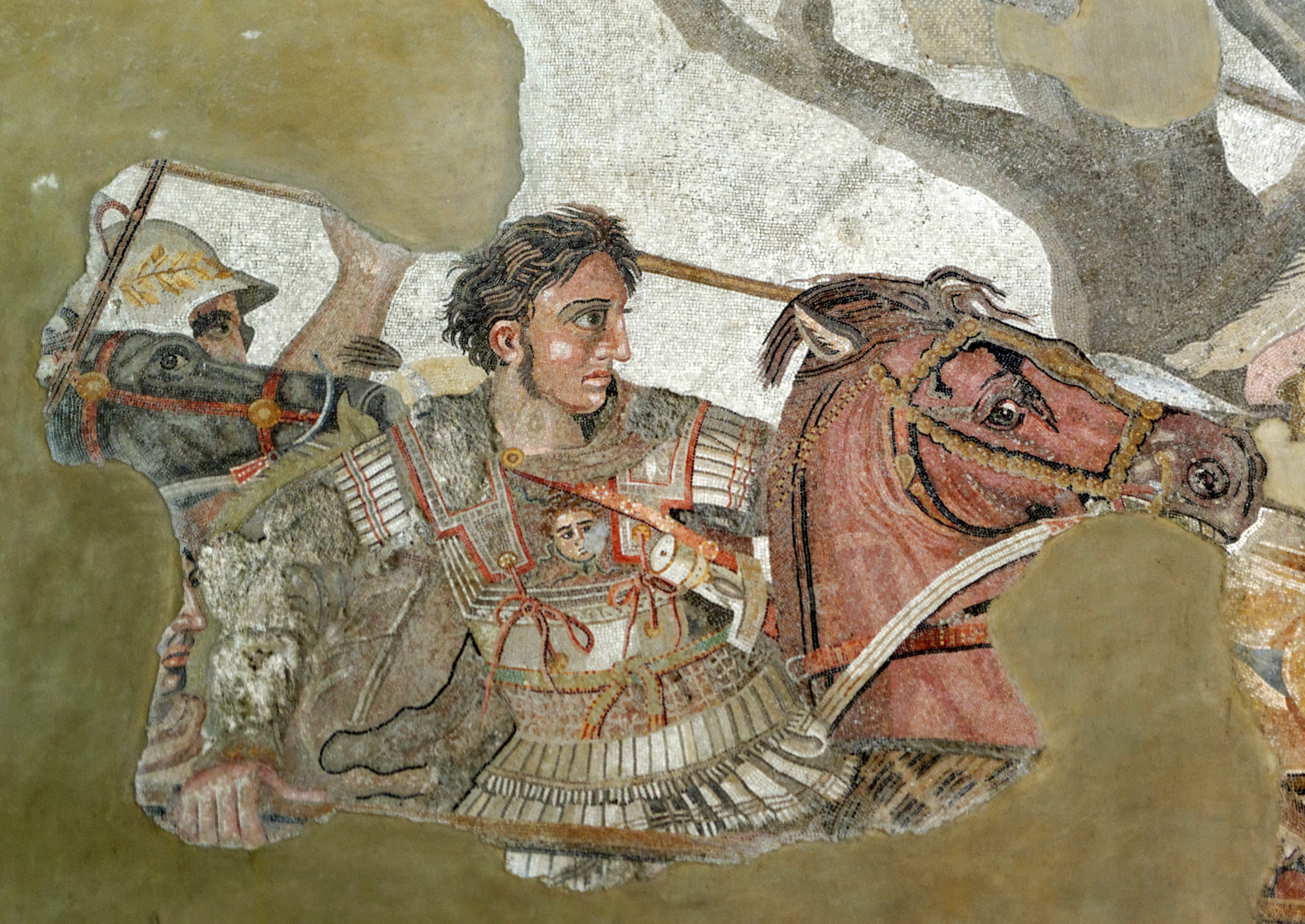
La Batalla d'Issos (en detall: Alexandre)
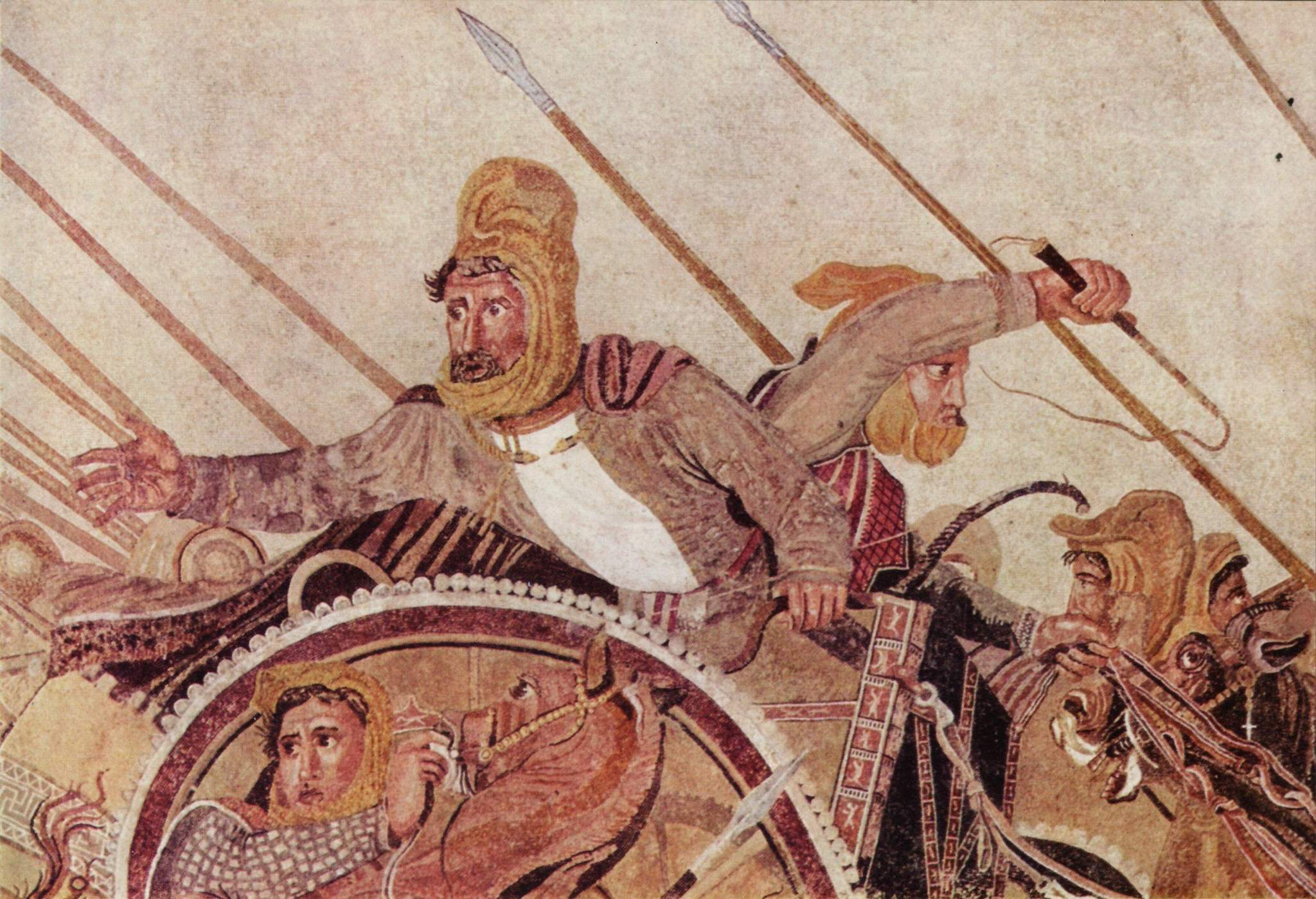
La Batalla d'Issos (en detall: Darios)
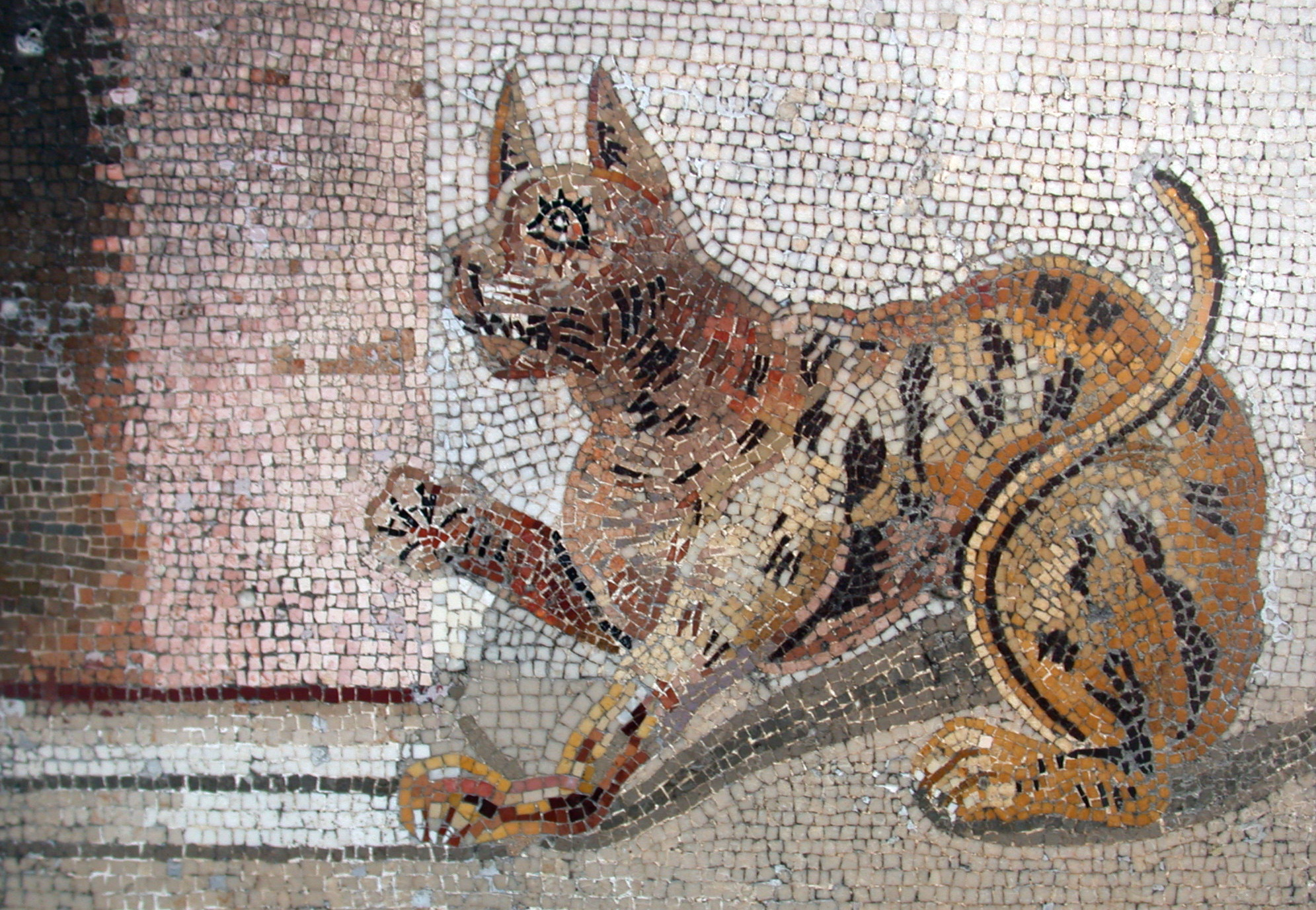
Gat a l'aguait
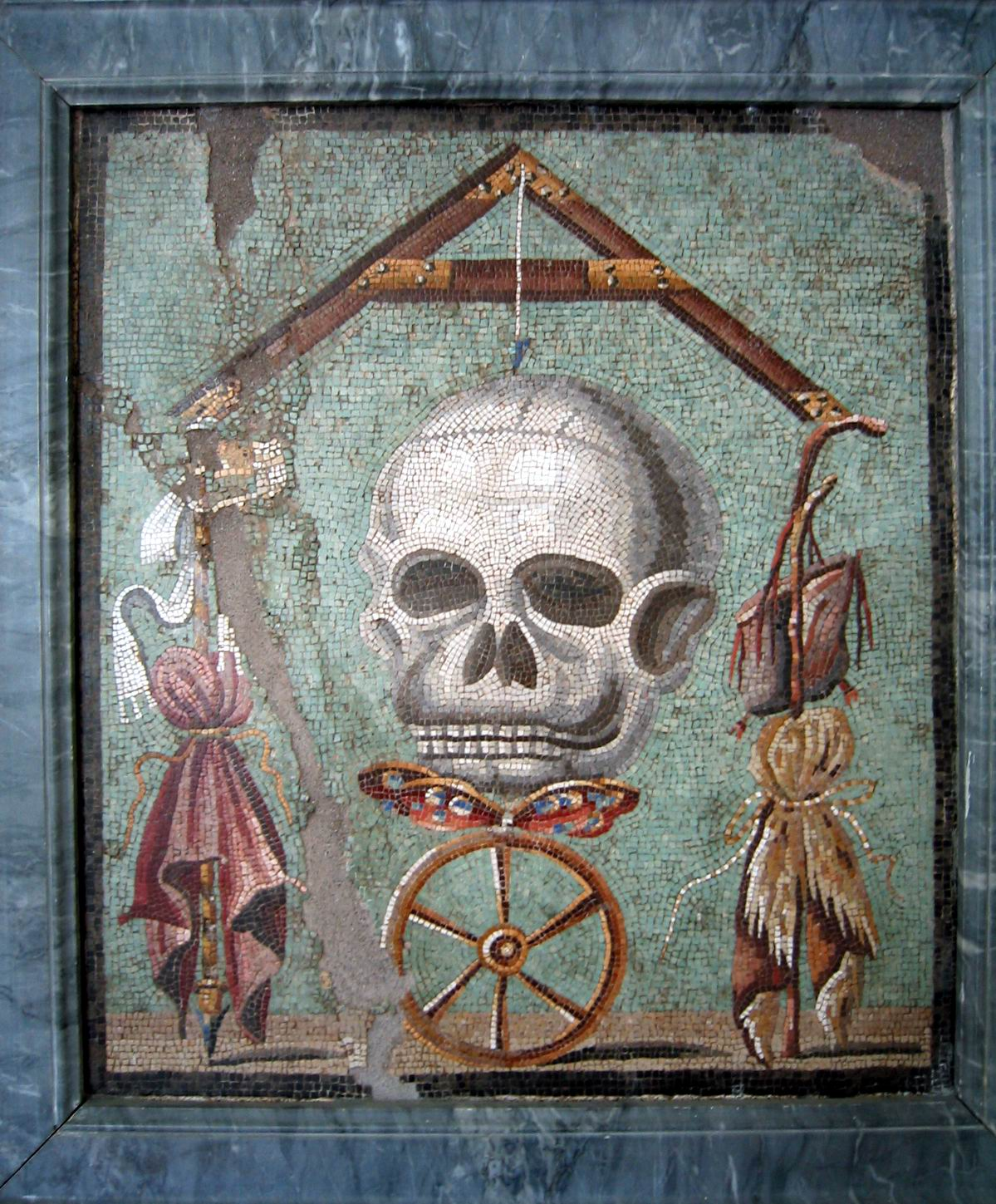
La roda de la fortuna
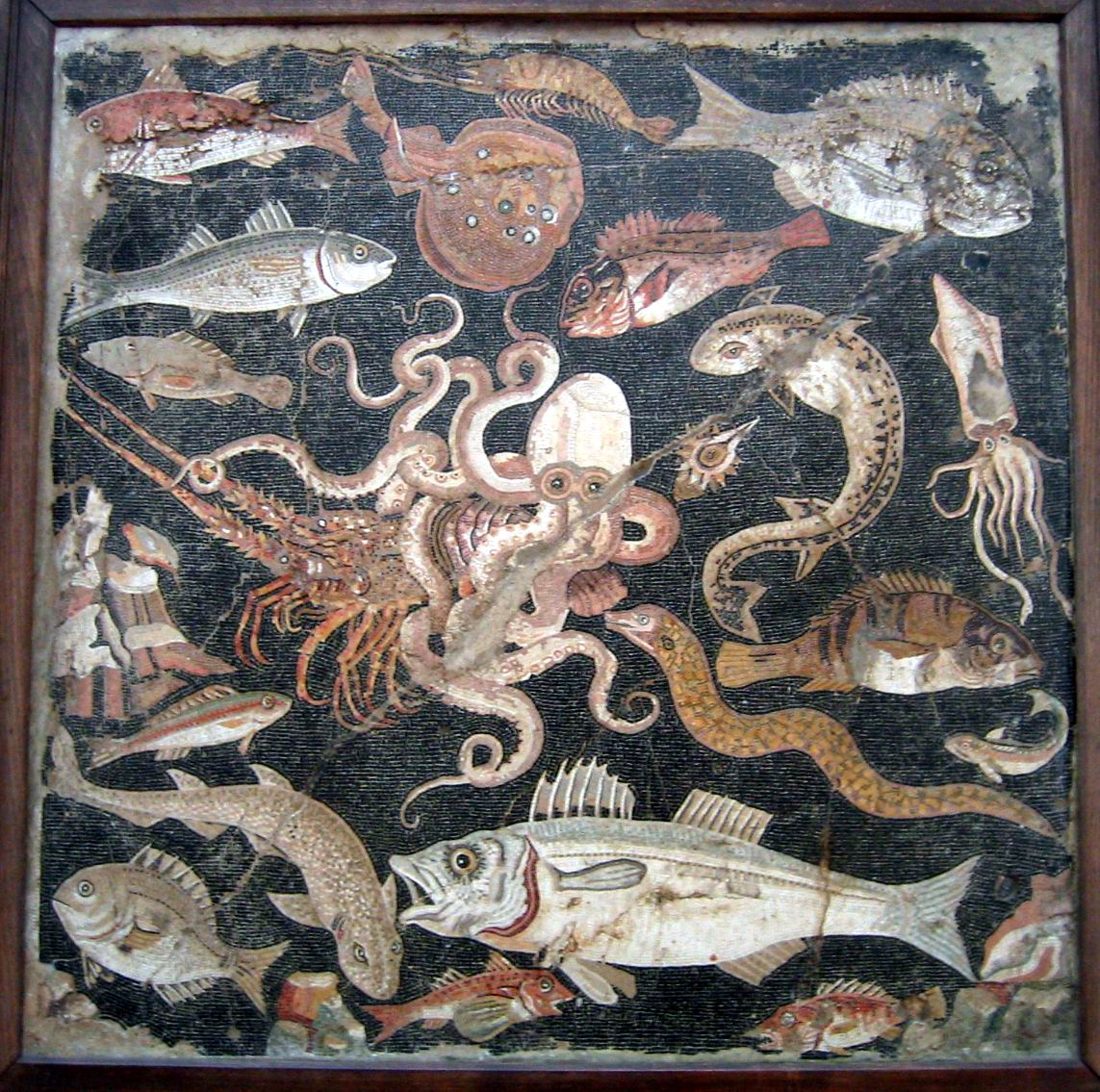
Catàleg de peixos
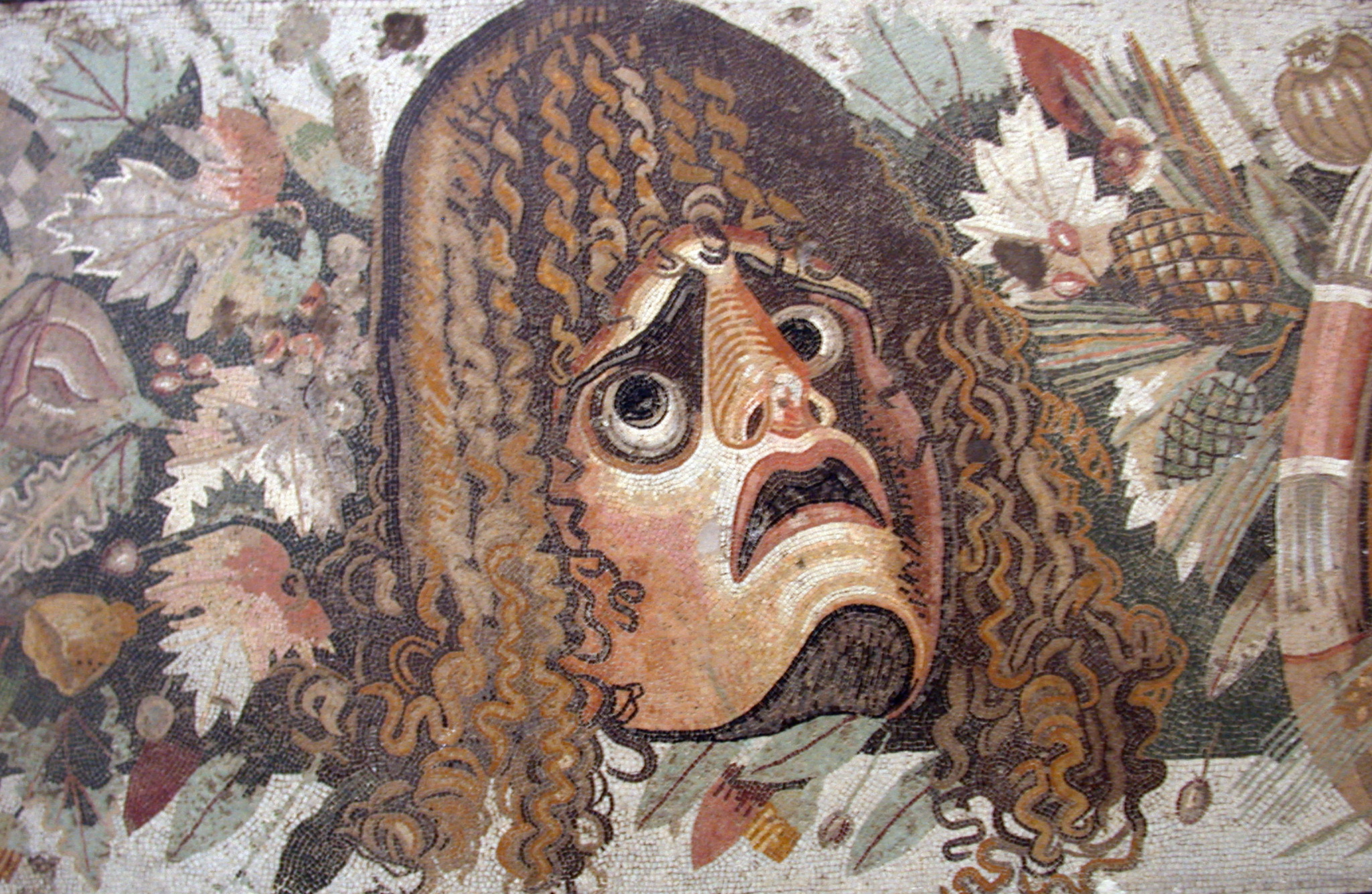
Màscara tràgica (Casa del Faune)
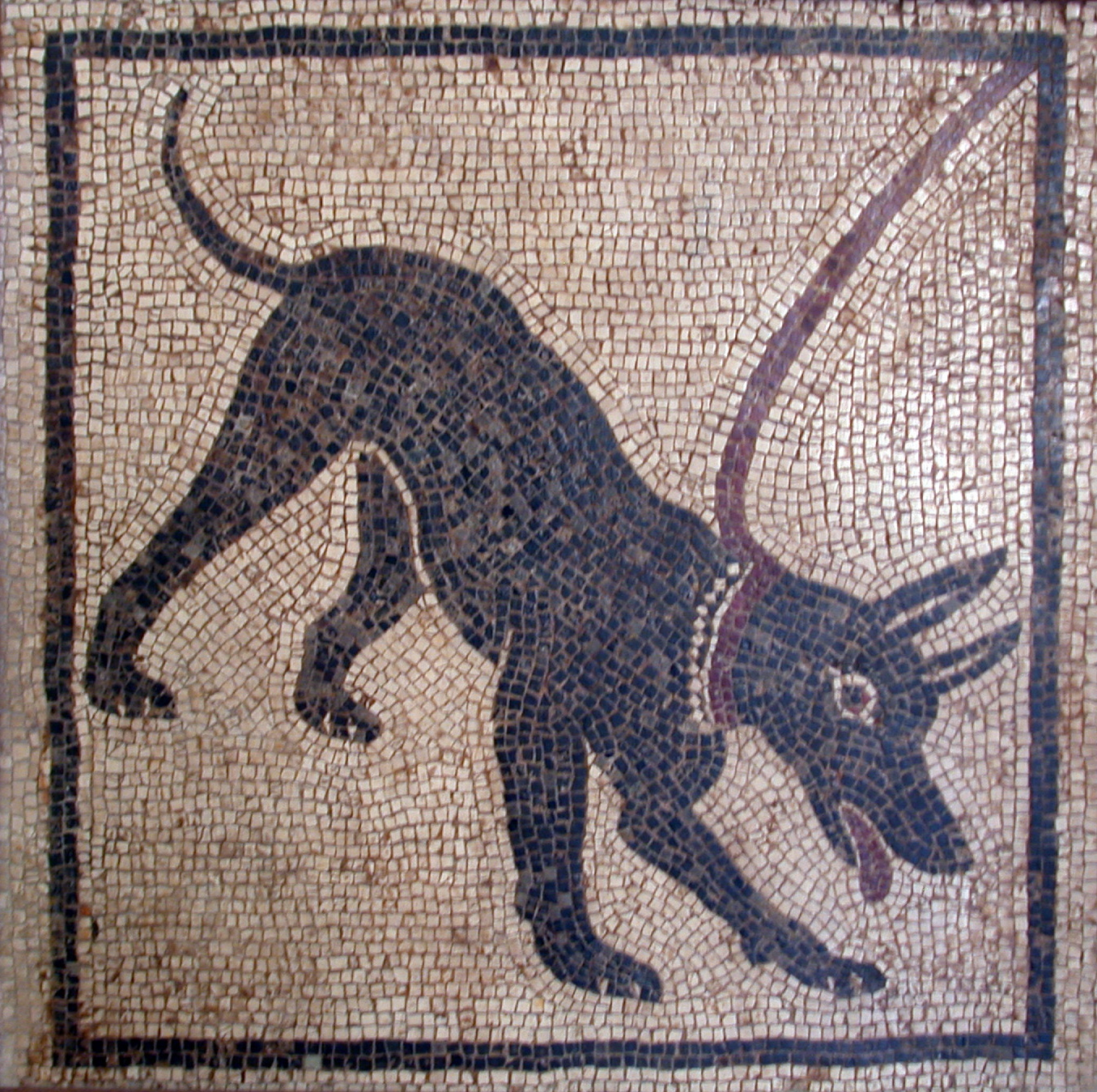
Cave canem «Atenció al gos!»

### El Gabinet Secret
El Gabinetto Segreto (sales 62 i 65) fou creat el 1817 com a Gabinet d'Objectes Obscens, amb la finalitat de conservar una multiplicitat de peces artístiques a les quals només es podia accedir mitjançant una autorització especial, sempre que el sol·licitant fos una «persona d'edat madura i de moral reconeguda». A mitjan 1850, el gabinet fou tancat i no s'hi van permetre més visites, però es va tornar a obrir per ordre de Garibaldi durant el procés de la unificació italiana, quan el militar va conquerir Nàpols el 1860. El catàleg de la col·lecció fou publicat el 1866. De manera progressiva, la censura del Regne d'Itàlia va anar-ne restringint l'accés, fins que el van tornar a tancar durant el període feixista, quan només es podia visitar amb l'autorització del Ministeri d'Educació. La censura va perdurar fins al 1967 i la sala fou definitivament reoberta al públic l'abril de l'any 2000. Avui dia, no hi ha cap mena de censura, tot i que els menors de 14 anys només hi poden entrar si van acompanyats dels pares o professors.

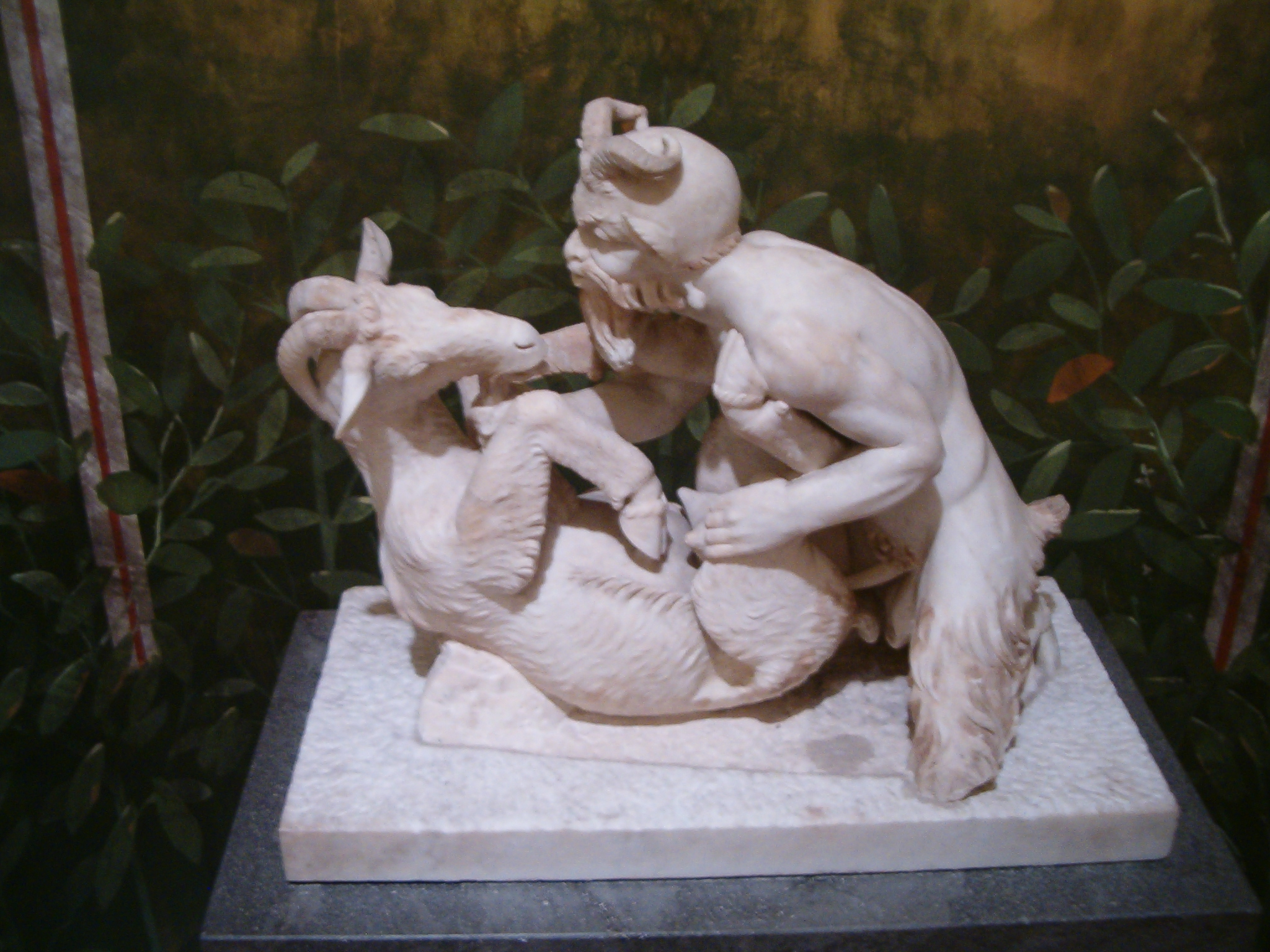
Pan acoblant-se amb una cabra
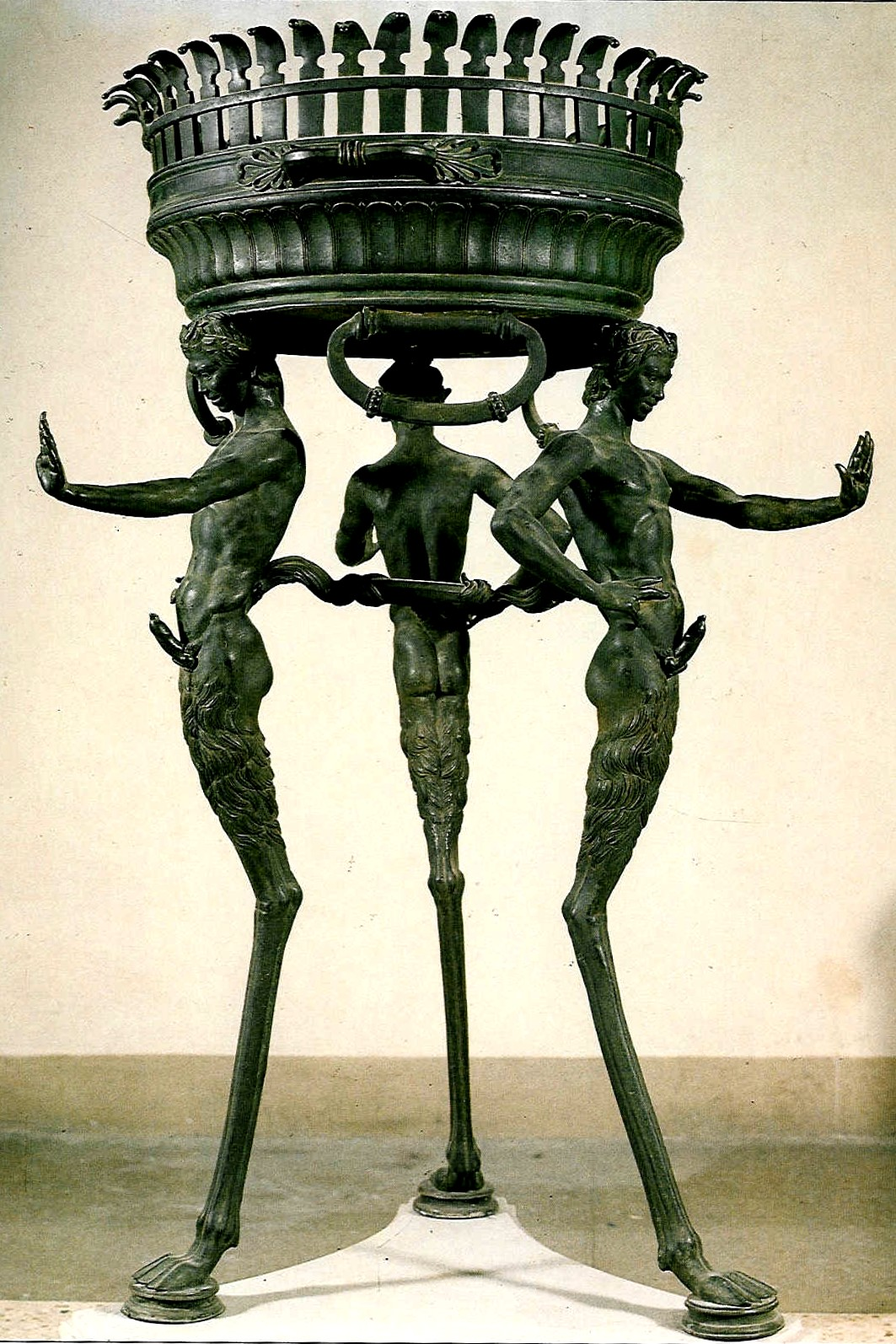
Braser de bronze amb joves sàtirs com a peus
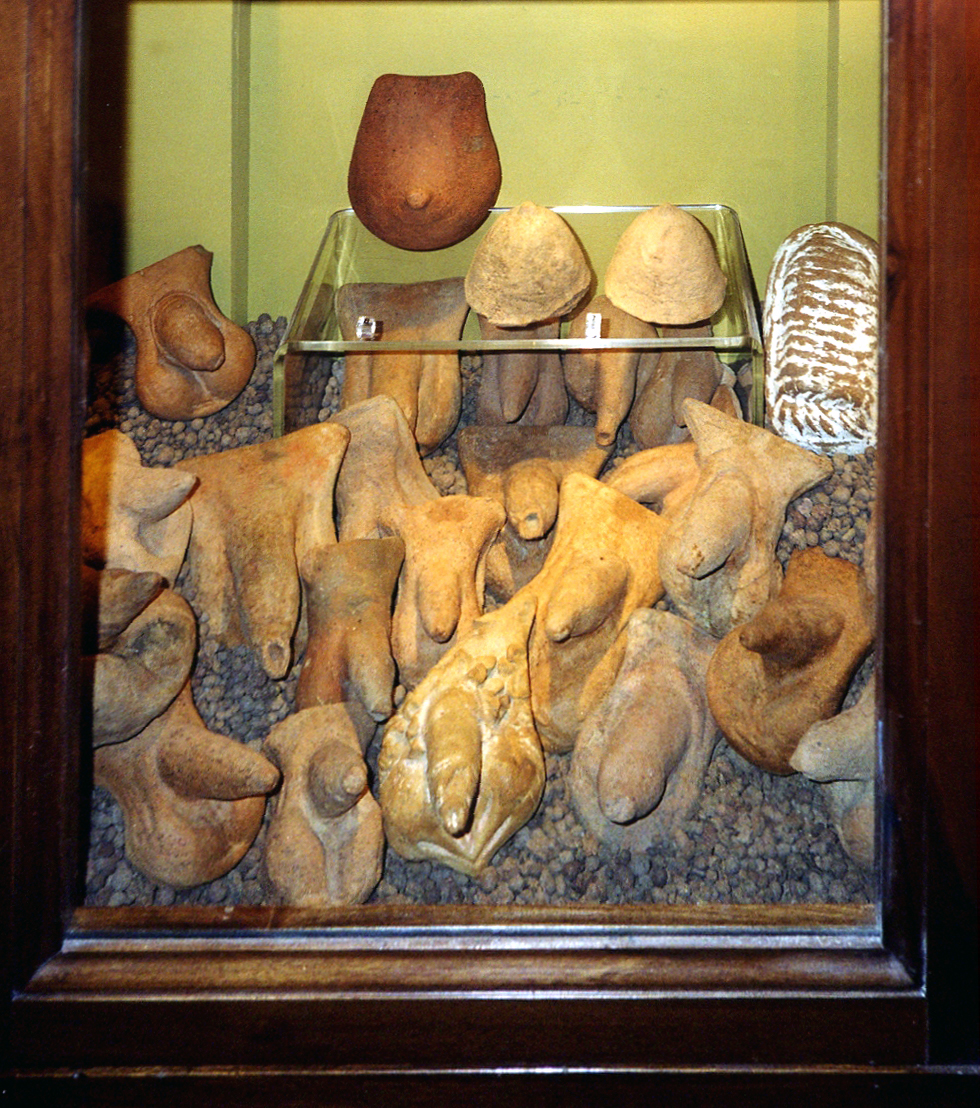
Exvots anatòmics de terracota de Cales
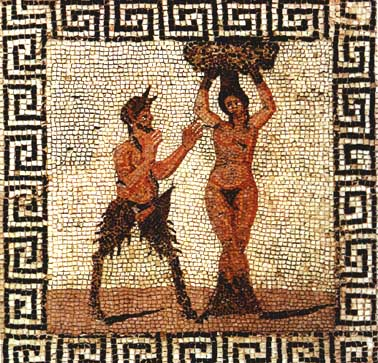
Mosaic amb la representació de Pan i una hamadríada
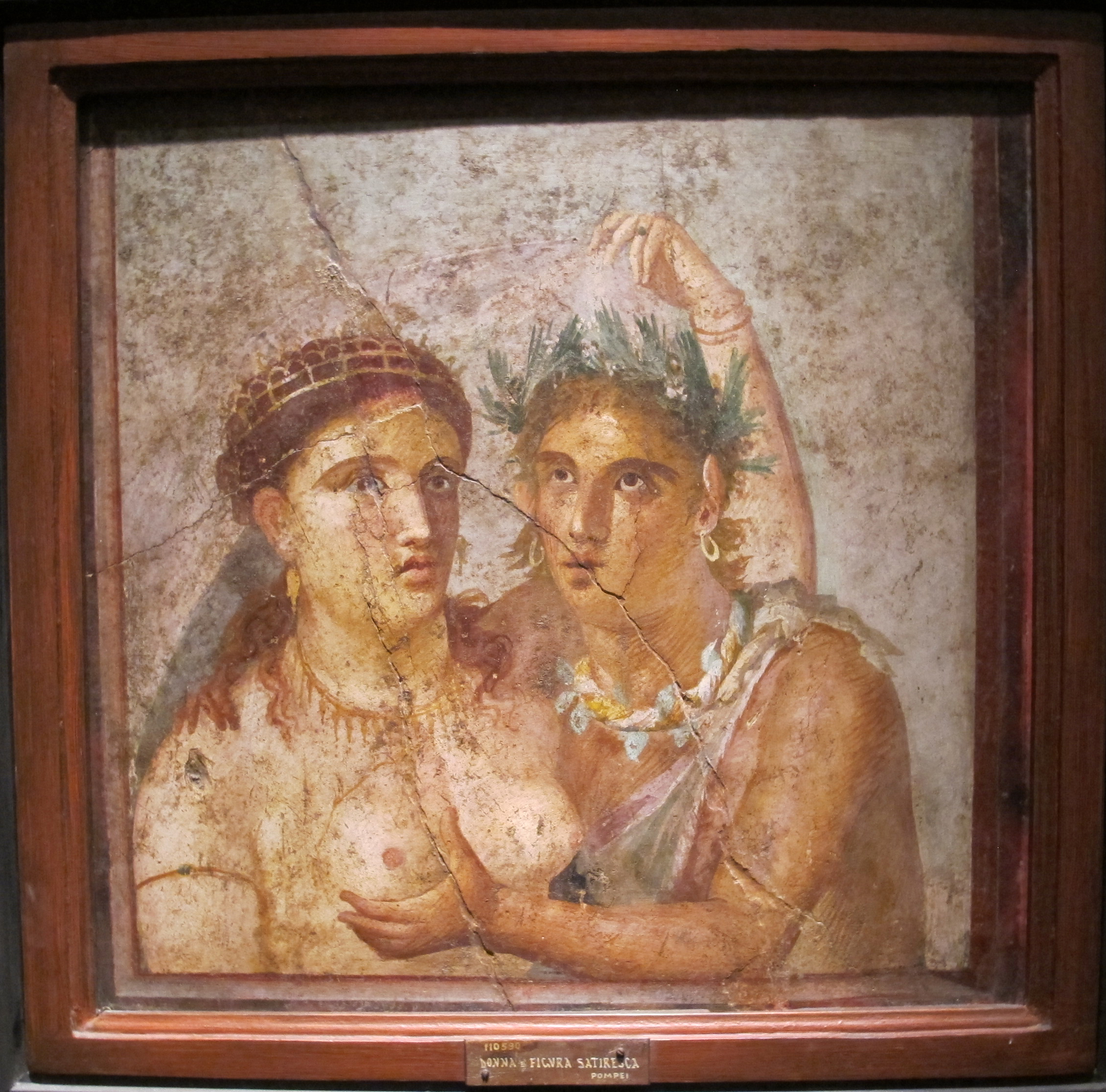
Fresc amb una bacant i un sàtir
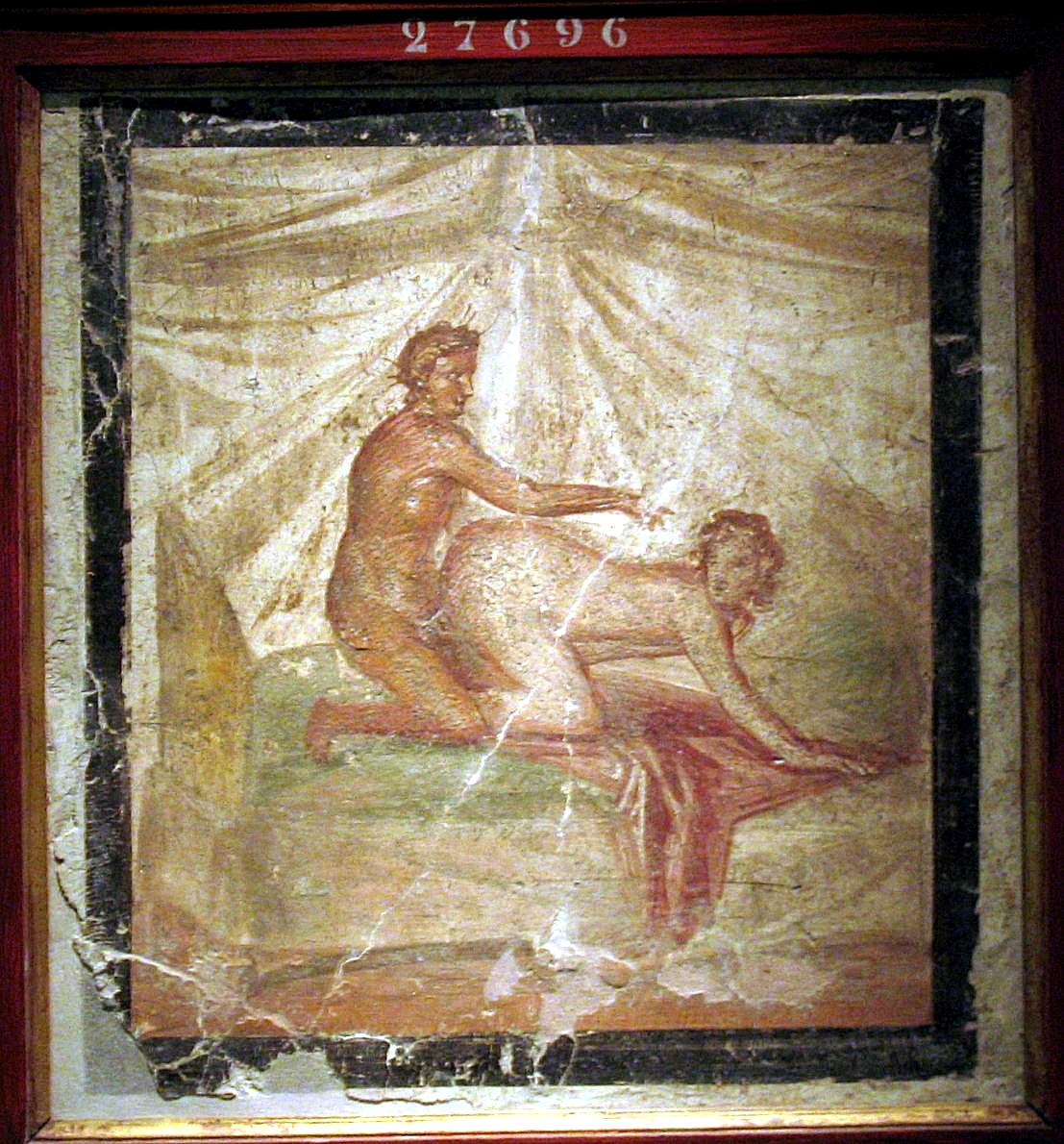
Fresc amb escena eròtica
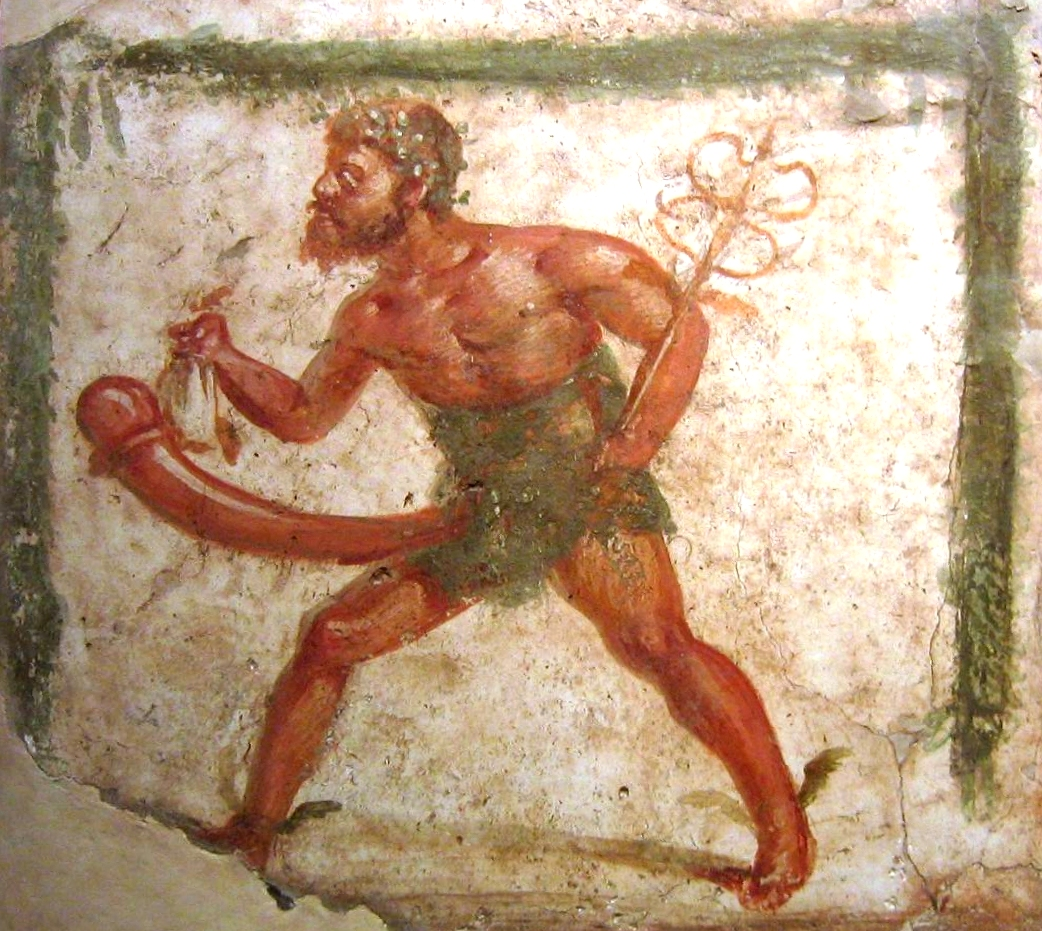
Fresc amb la representació de Mercuri com a Príap
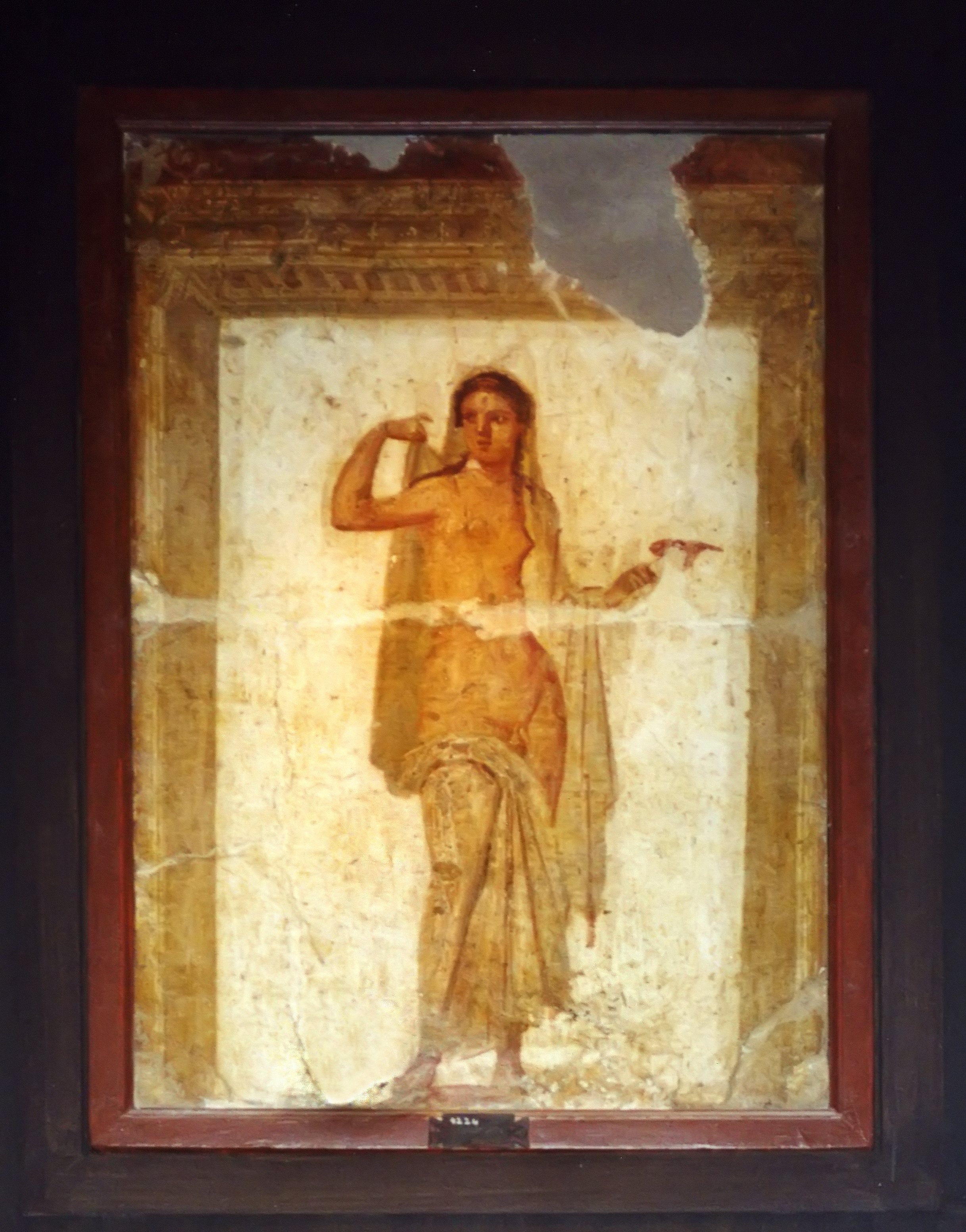
Fresc amb hermafrodita

### Els frescos
Tot i que amb un nombre reduït d'exemplars, trets de les cases de Pompeia, la col·lecció (sales 66-78) és de gran importància, ja que presenta un ric panorama de la pintura decorativa romana entre els segles II aC i I dC, la qual és successora directa de la pintura grega, que avui dia ha desaparegut gairebé totalment. Les obres, en els diversos estils pompeians, mostren temes mitològics i literaris, natures mortes, paisatges, retrats i escenes de la vida quotidiana i de les cerimònies religioses relatives als lars i els penats, a més d'alguns exemplars amb motius arquitectònics.
Després de quasi 10 anys en què el públic no va poder admirar el seguit de frescos pompeians per obres de restauració (tant dels mateixos frescos com de les sales on s'havien d'exposar), des de l'abril del 2009 se'n pot visitar la col·lecció completa.

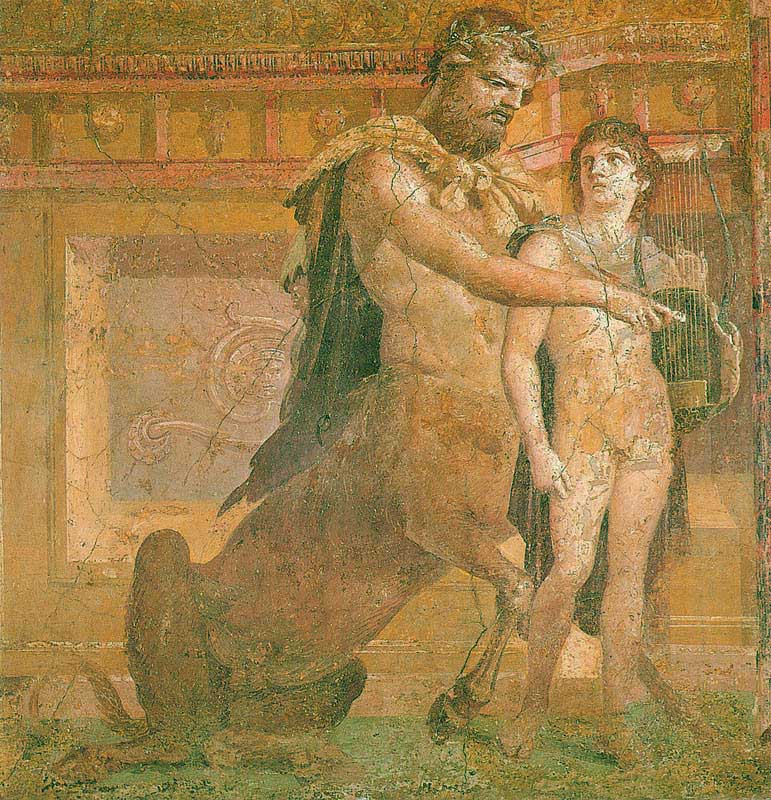
Quiró i Aquil·les
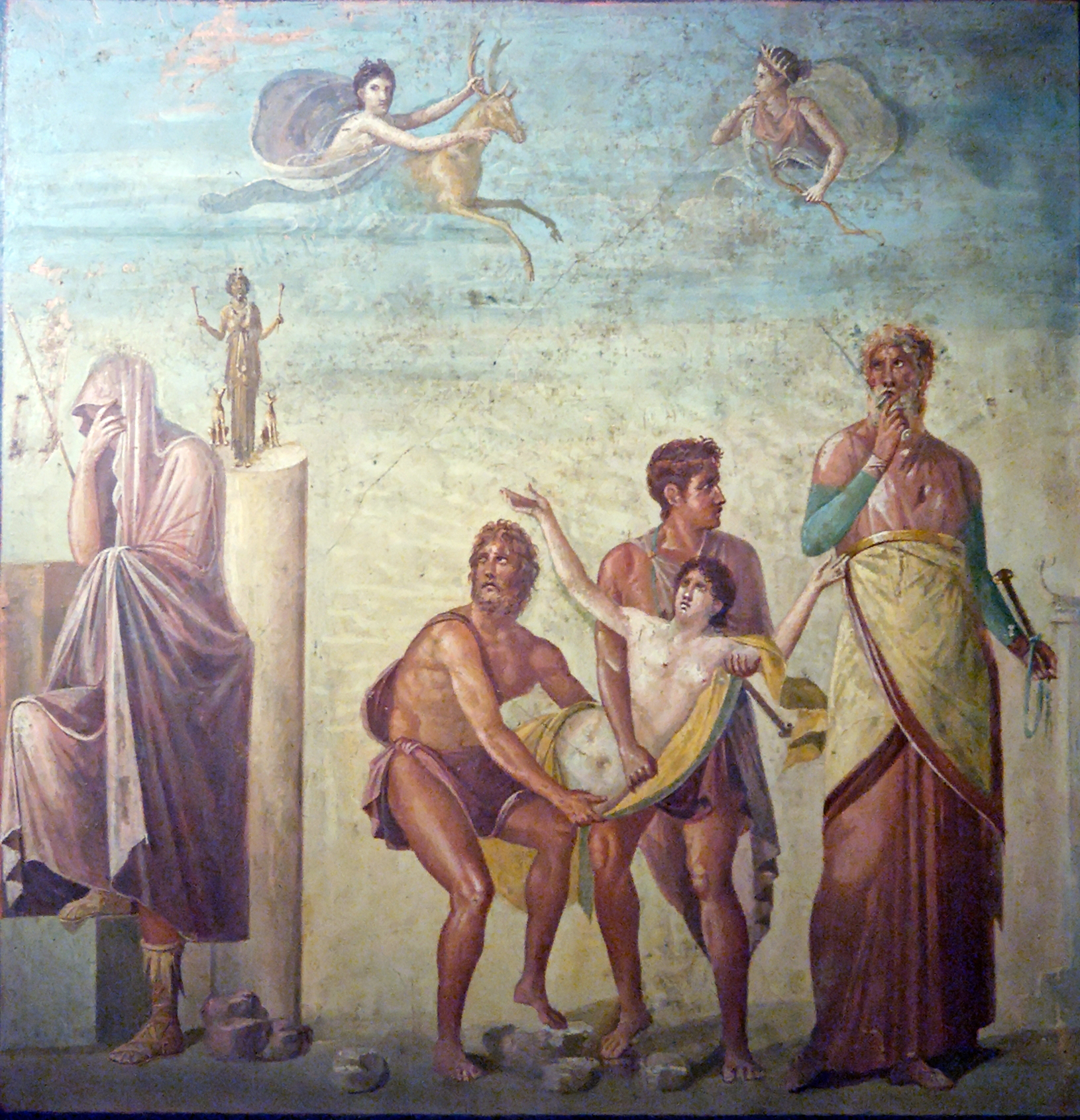
El sacrifici d'Ifigènia
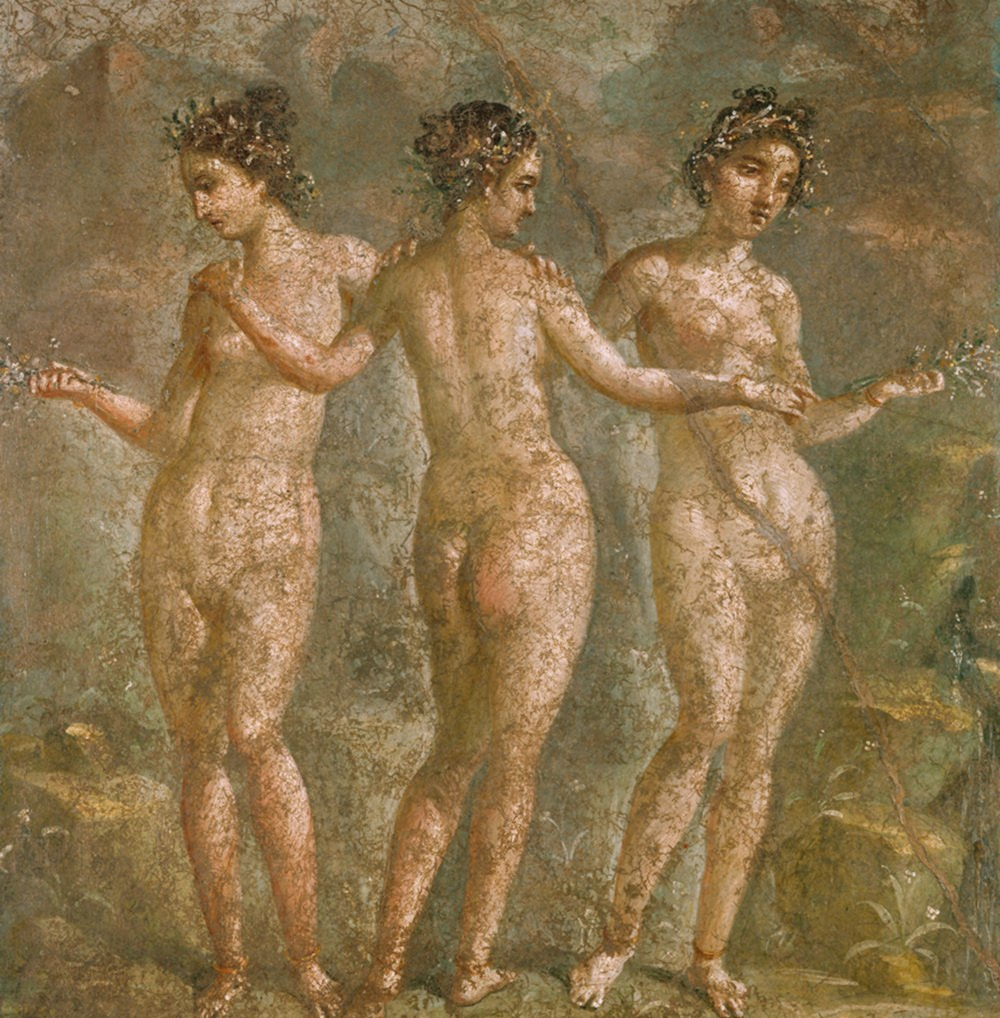
Les tres Gràcies
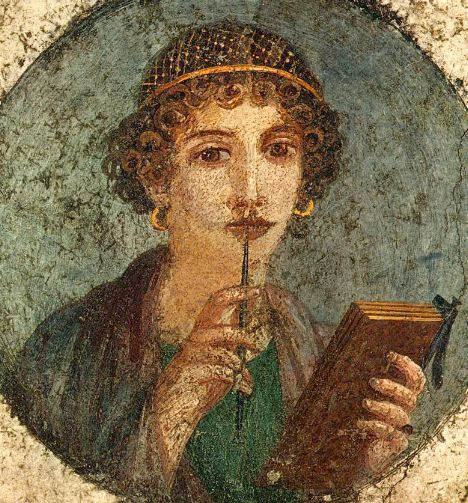
Safo
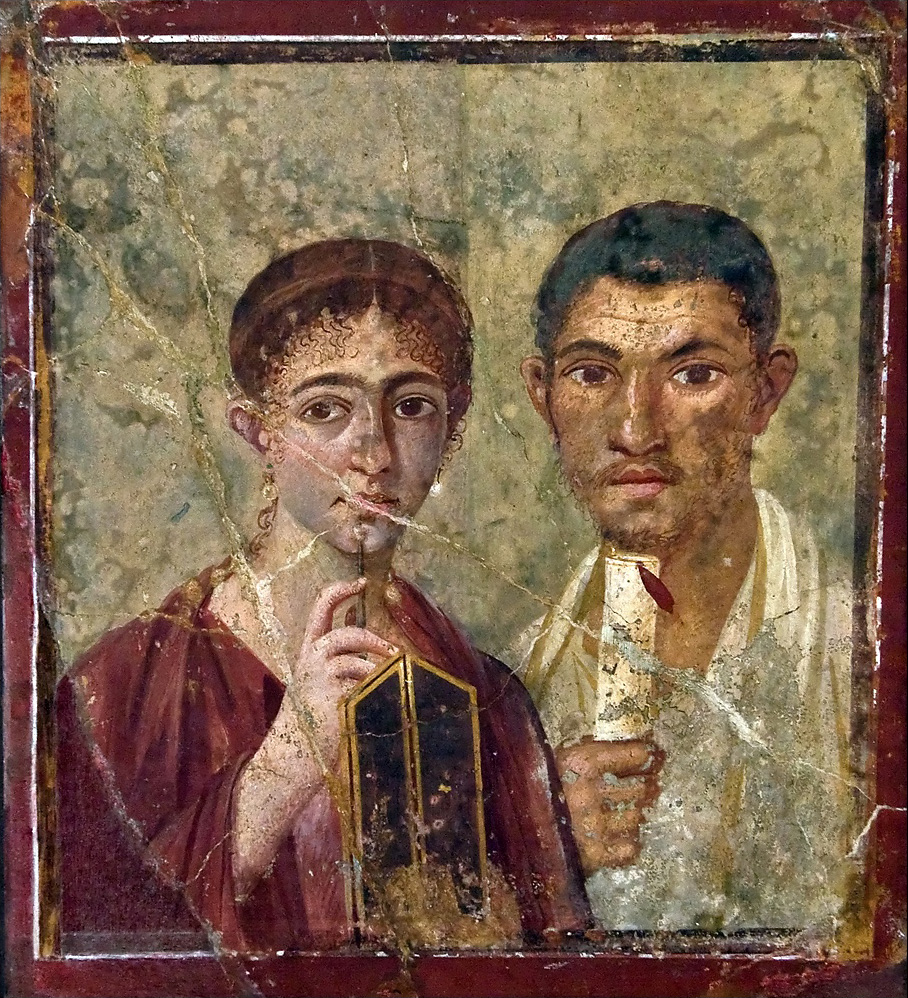
Paqui Pròcul i la seva dona
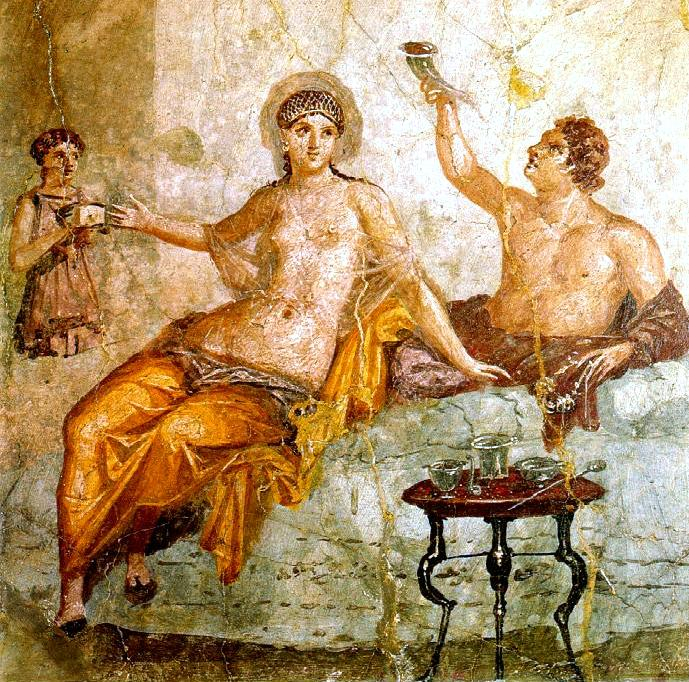
Escena de banquet
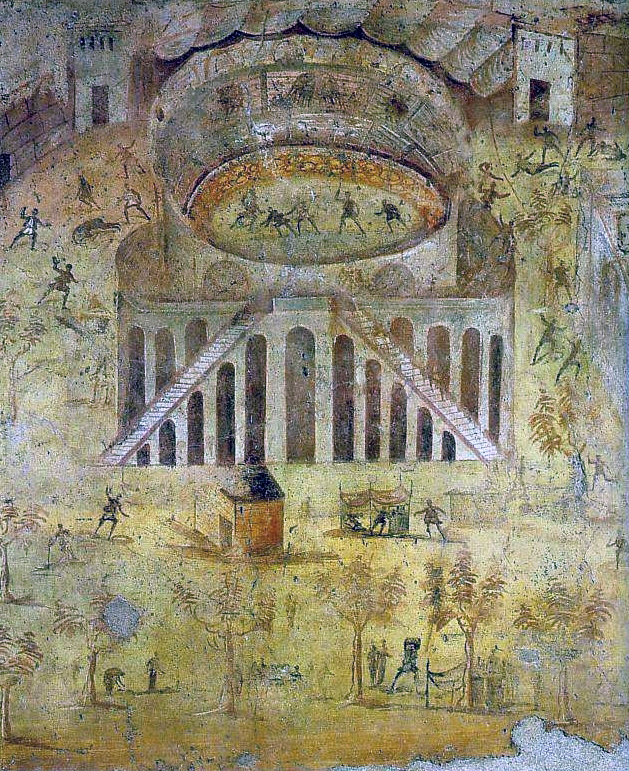
Baralla a l'amfiteatre
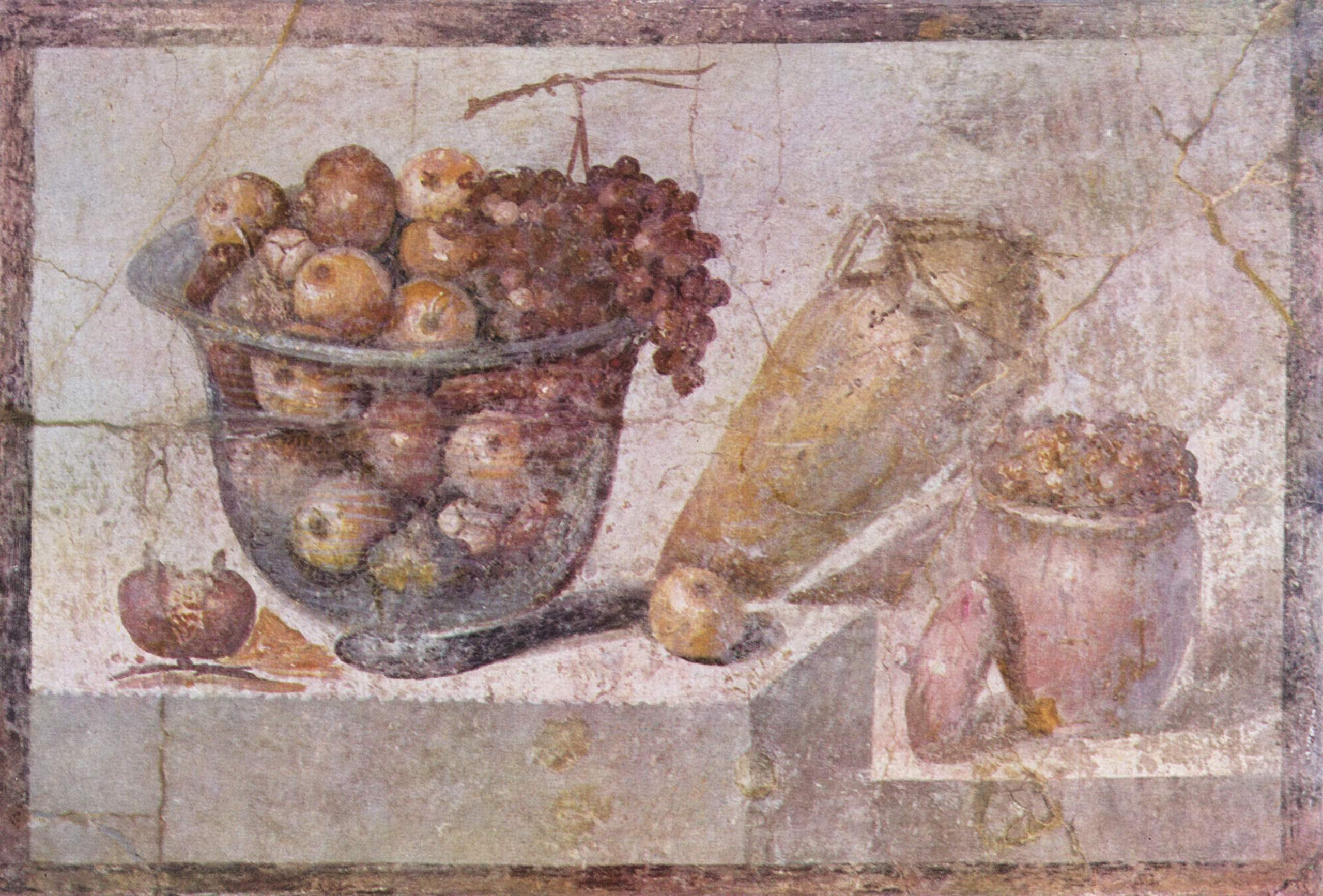
Natura morta

### Objectes d'ús quotidià
Al museu, hi ha un notable recull de peces d'argent (sala 89) trobades a la casa de Menandre de Pompeia, únic per la seva varietat i la qualitat de la seva artesania. Pel que fa a l'ivori i la ceràmica vidrada (sala 88), s'hi inclouen peces de jocs, estris d'ús quotidià, ornaments i objectes de tocador. A la sala 87, s'hi exhibeixen atuells de bronze. Finalment, dels objectes de vidre (sales 85-86), se'n destaquen dos plafons amb la representació de Dionís i el famós Gerro Blau, tots de Pompeia.

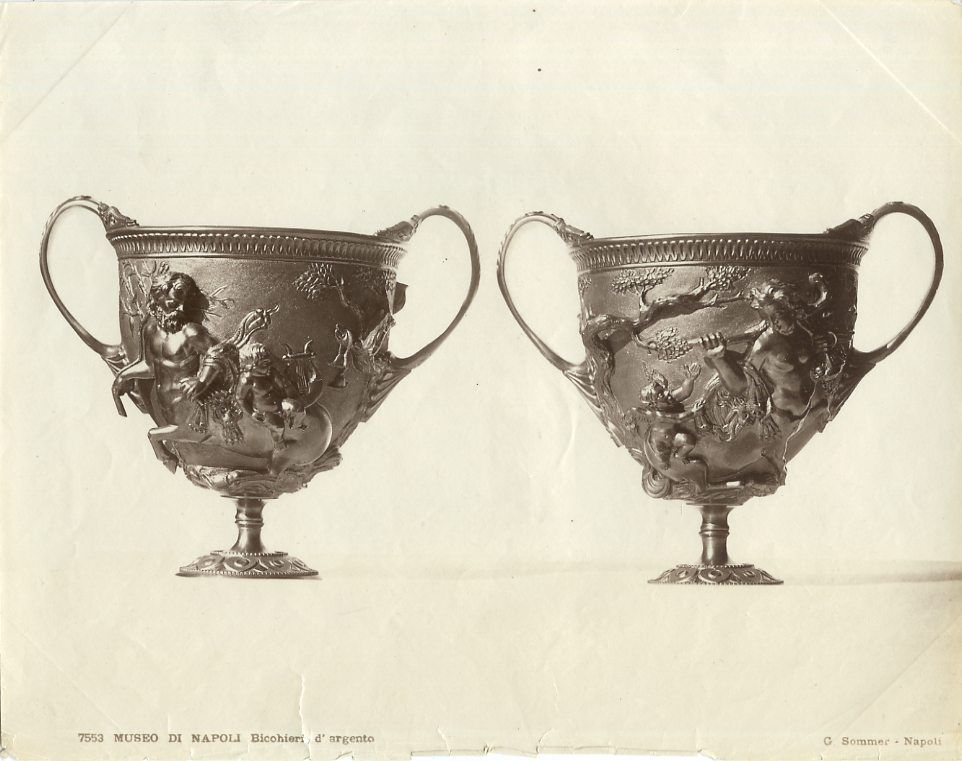
Copes d'argent (fotografia de G. Sommer)
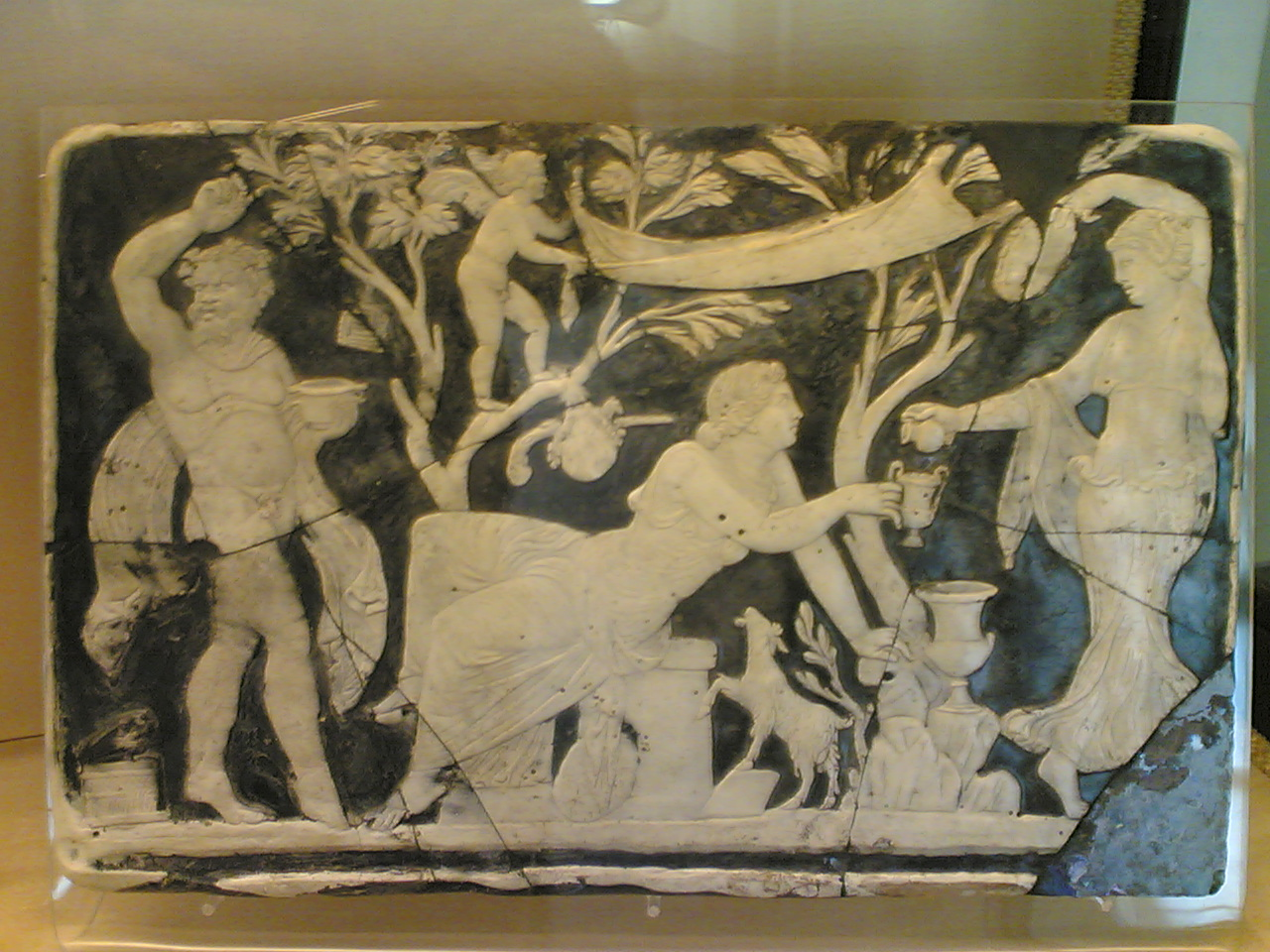
Dionís i Ariadna, plafó de vidre
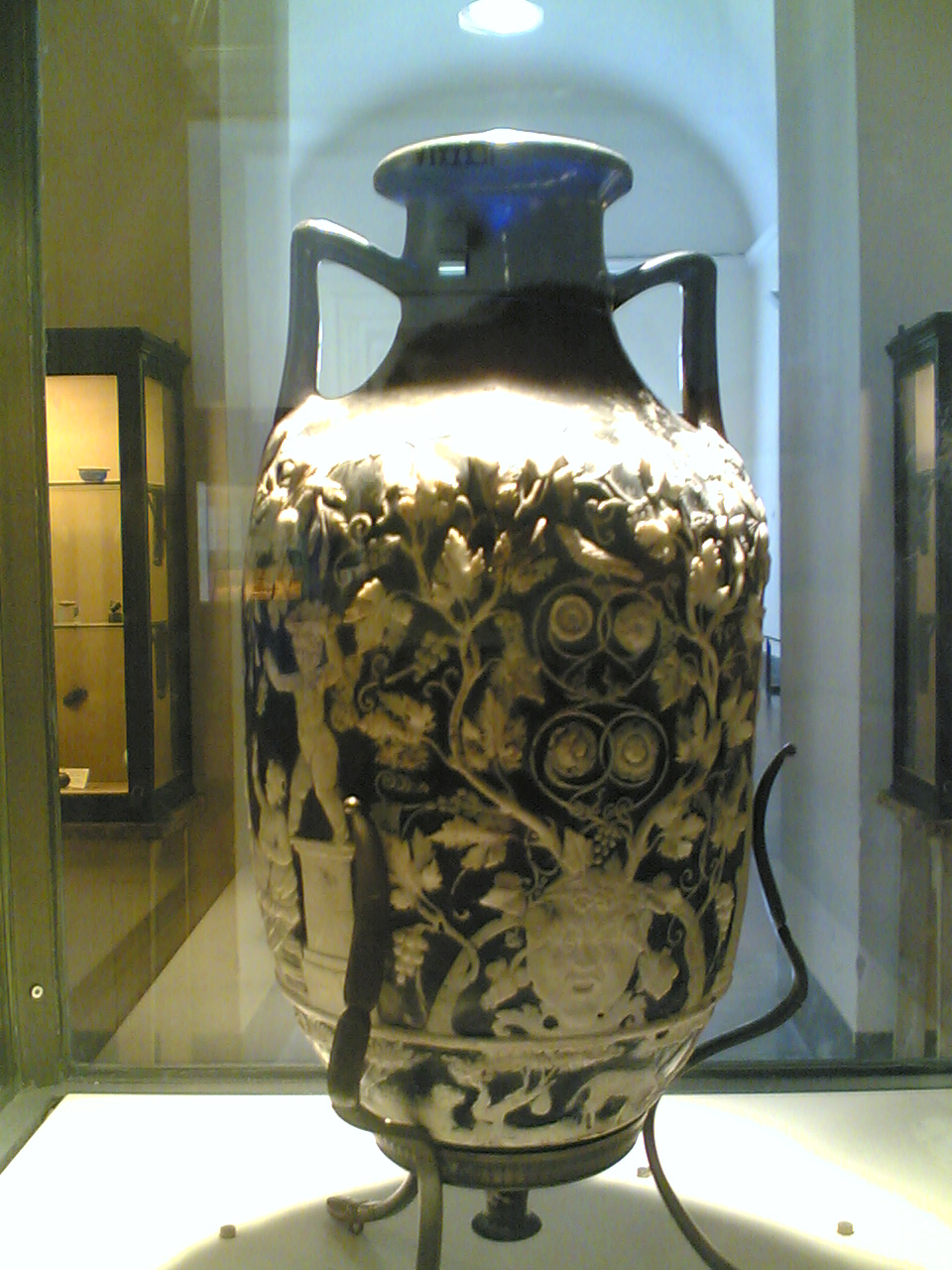
Gerro Blau

### El temple d'Isis
A les sales 79-84, es mostren les pintures murals extretes del temple d'Isis de Pompeia, realitzades en un estil hel·lenístic de tradició romana, però amb moltes característiques egípcies, a més d'escultures, inscripcions i objectes de culte.

### La vil·la dels Papirs
Les sales 114-117 acullen totes les obres d'art trobades en aquesta vil·la d'Herculà del segle i, que es creu que va pertànyer als Pisons. La vil·la es va excavar al segle xviii mitjançant el sistema de practicar-hi petites galeries subterrànies, però encara avui dia es troba sepultada a gran profunditat. En destaquen les estàtues de bronze, però hi falten els vora 2.000 rotlles de papir amb textos grecs que li donen nom i que es conserven a la Biblioteca Nacional de Nàpols, a l'Officina dei Papiri Ercolanesi, si bé al museu se'n conserven dos encara per desenrotllar i diverses fotos d'altres exemplars.

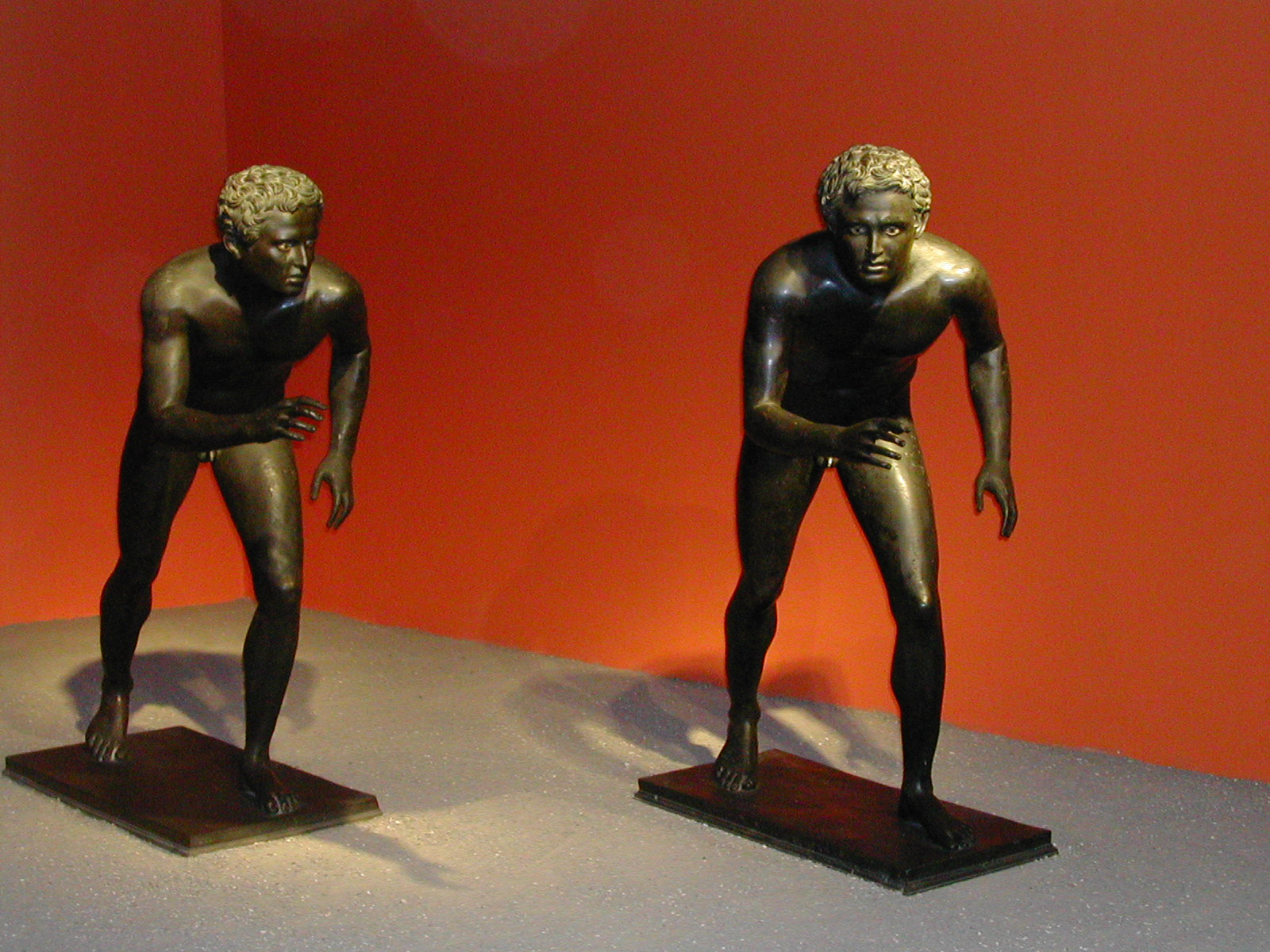
Corredors
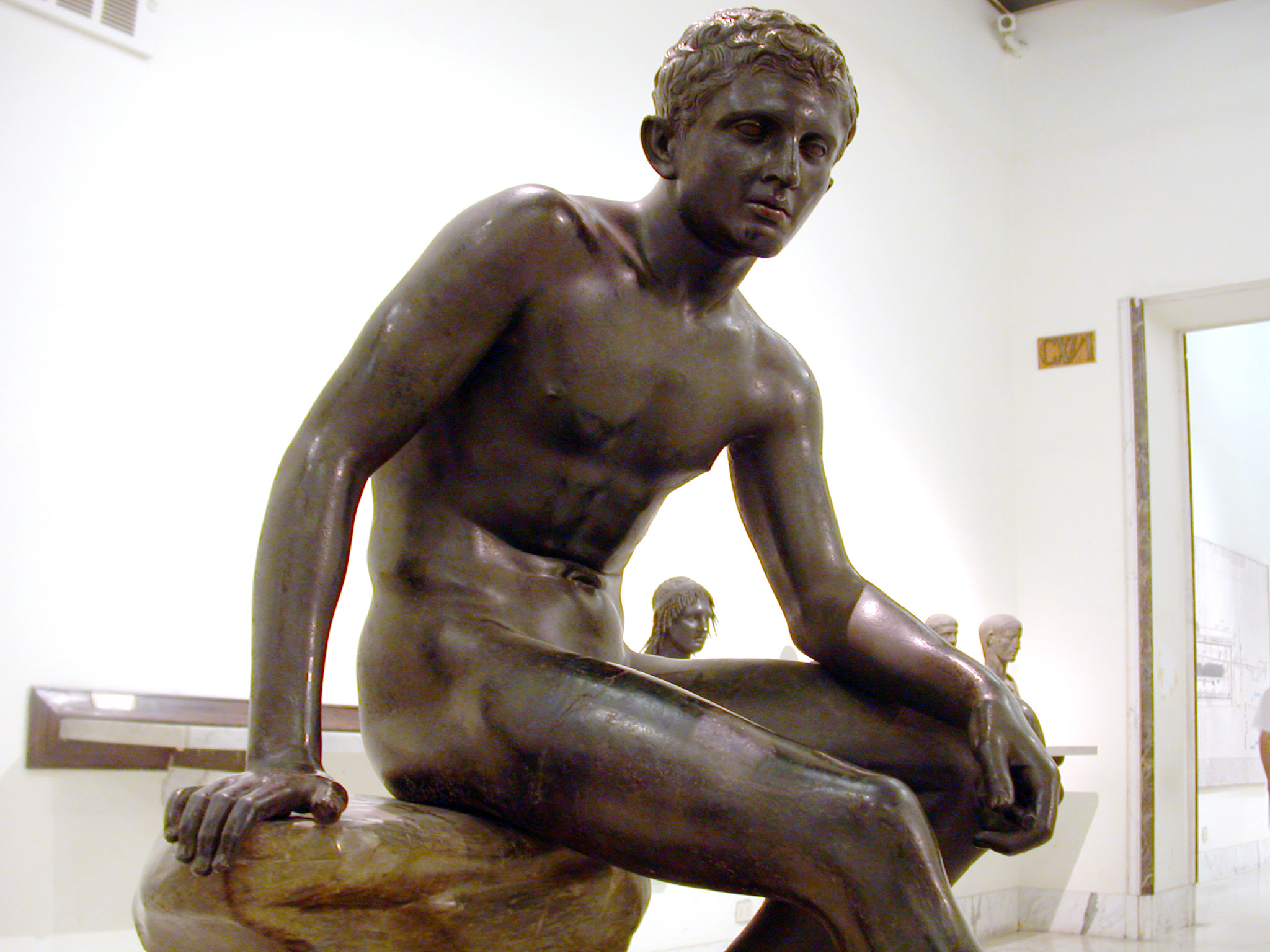
Hermes en repòs
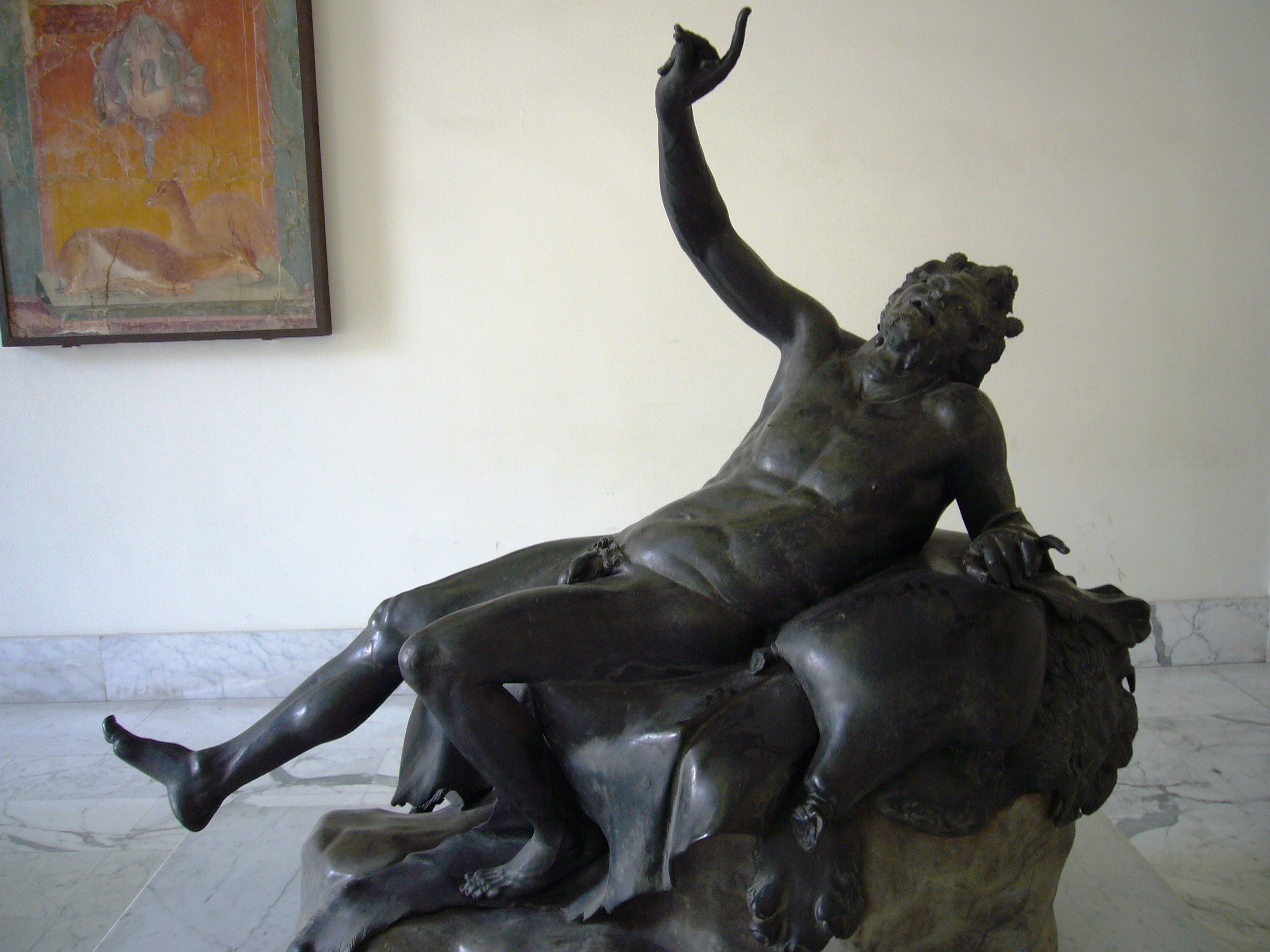
Sàtir embriac
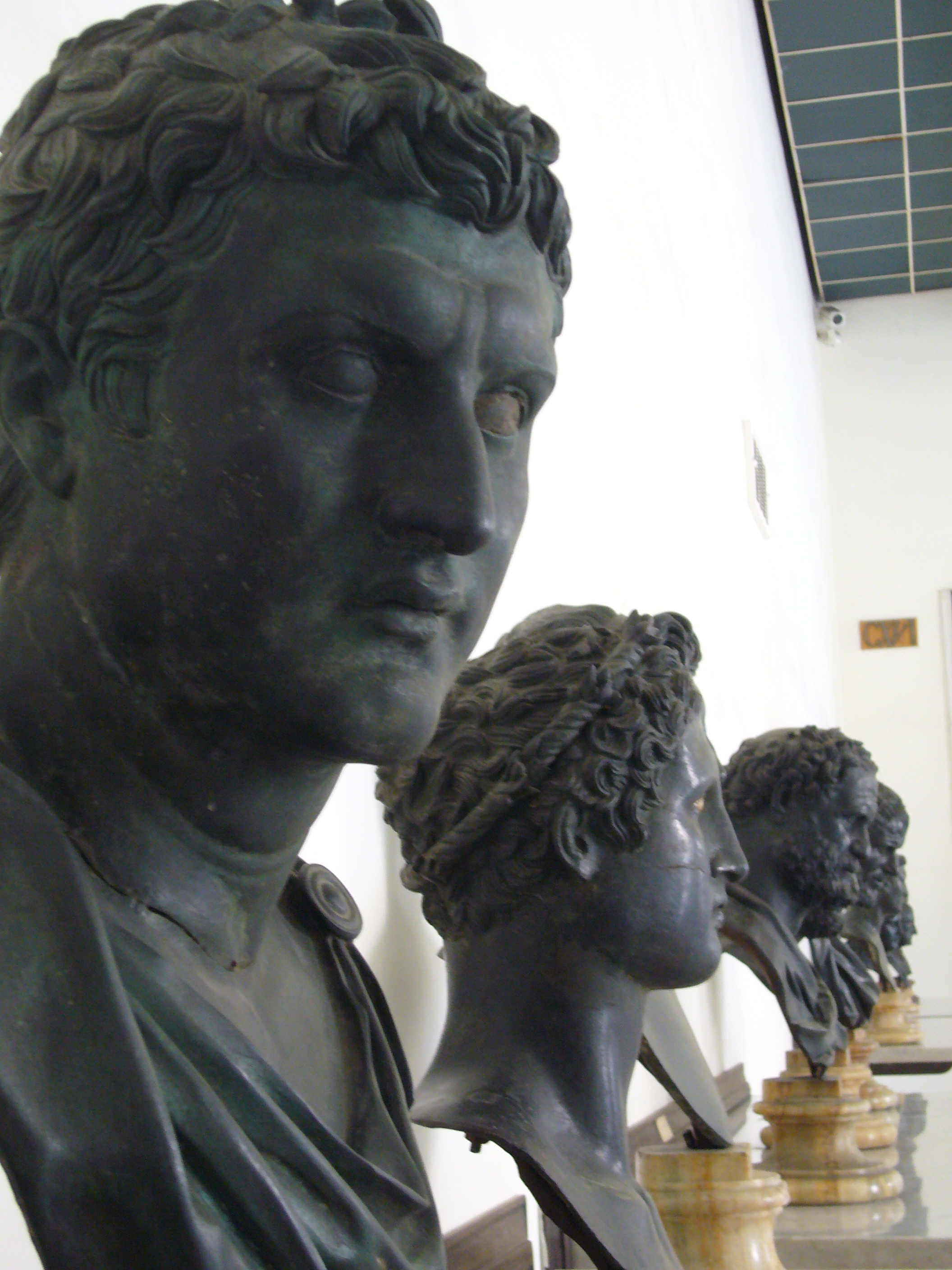
Retrats diversos
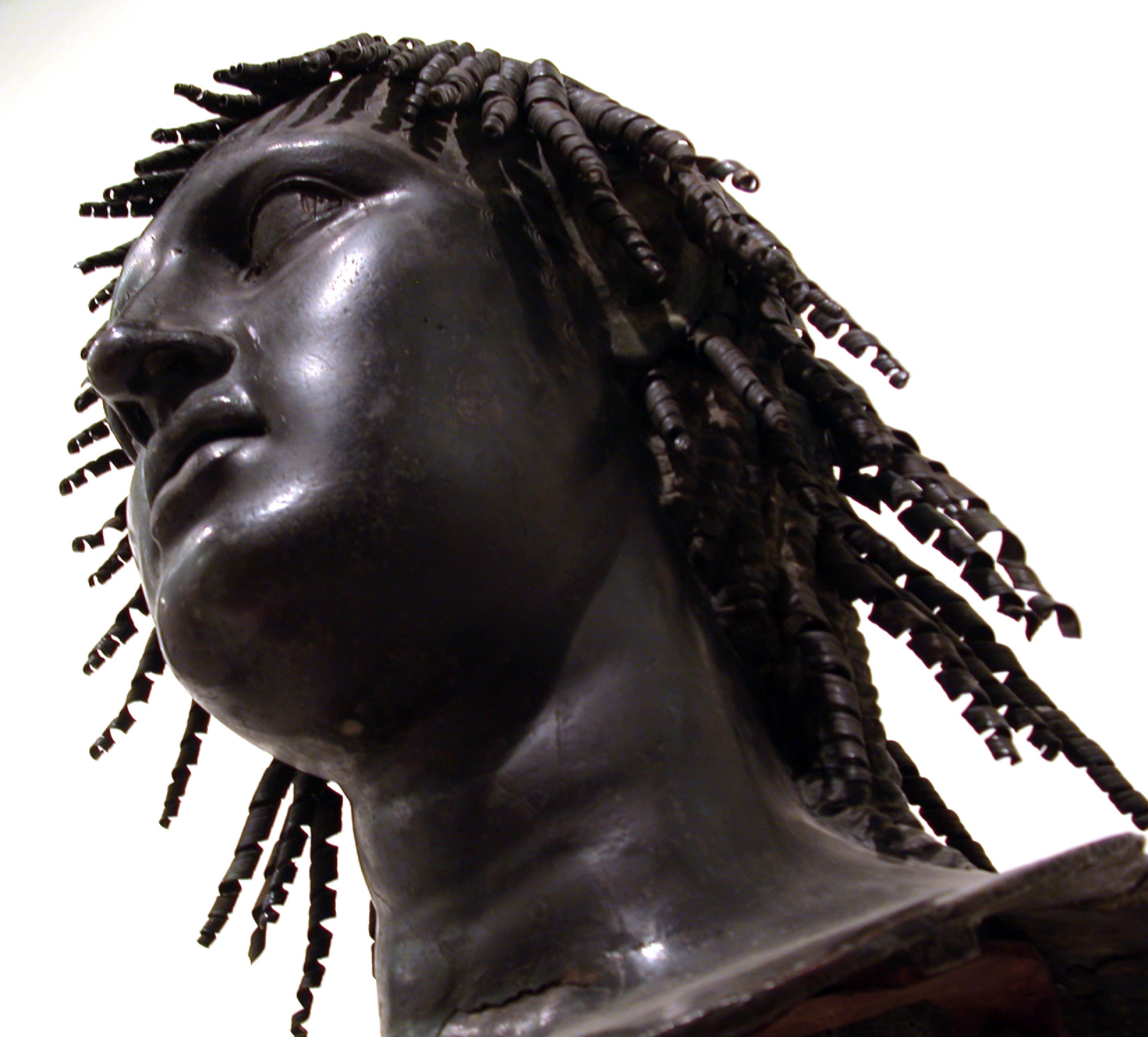
L'auleta Tespis
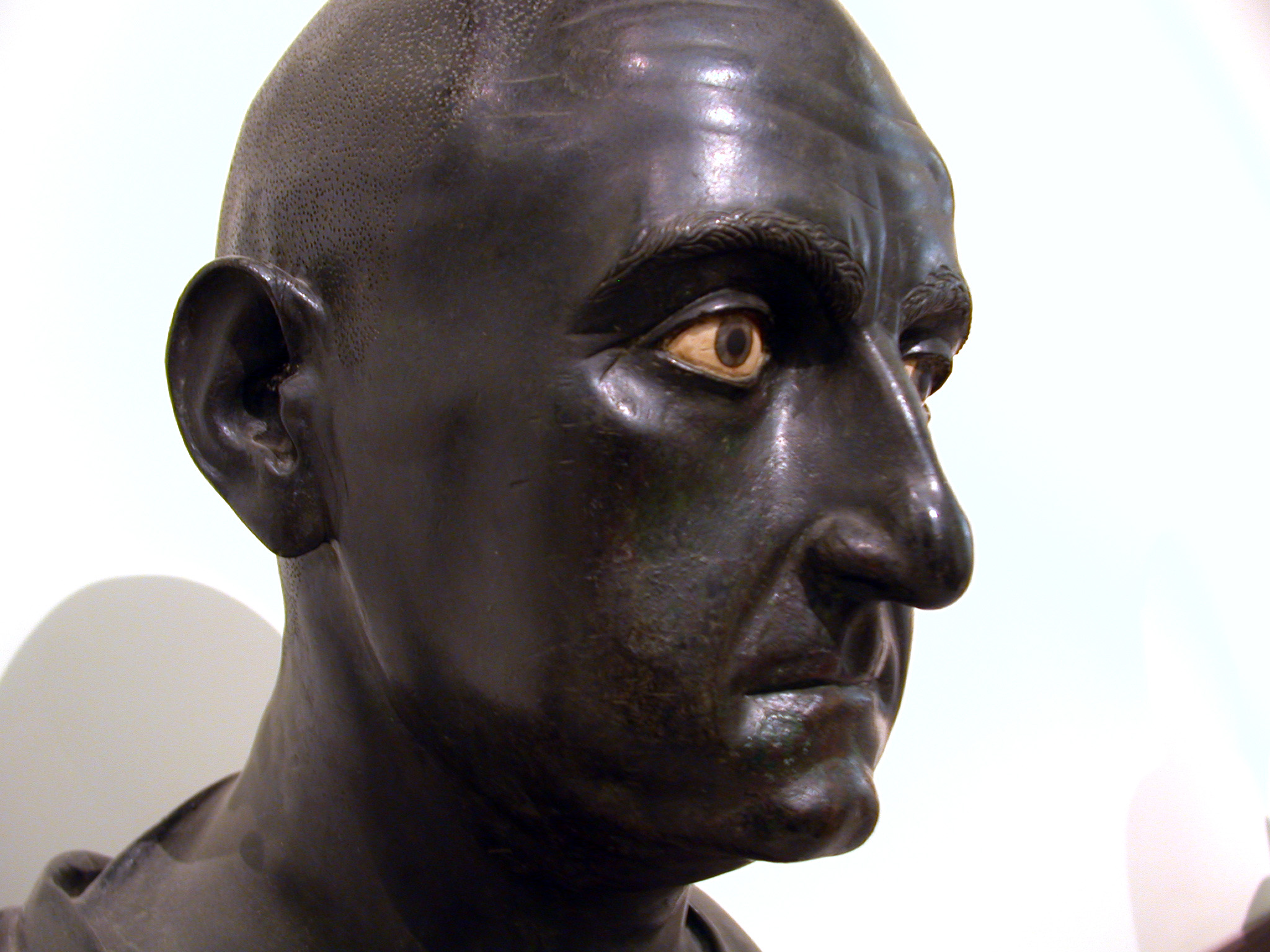
Escipió Africà Major
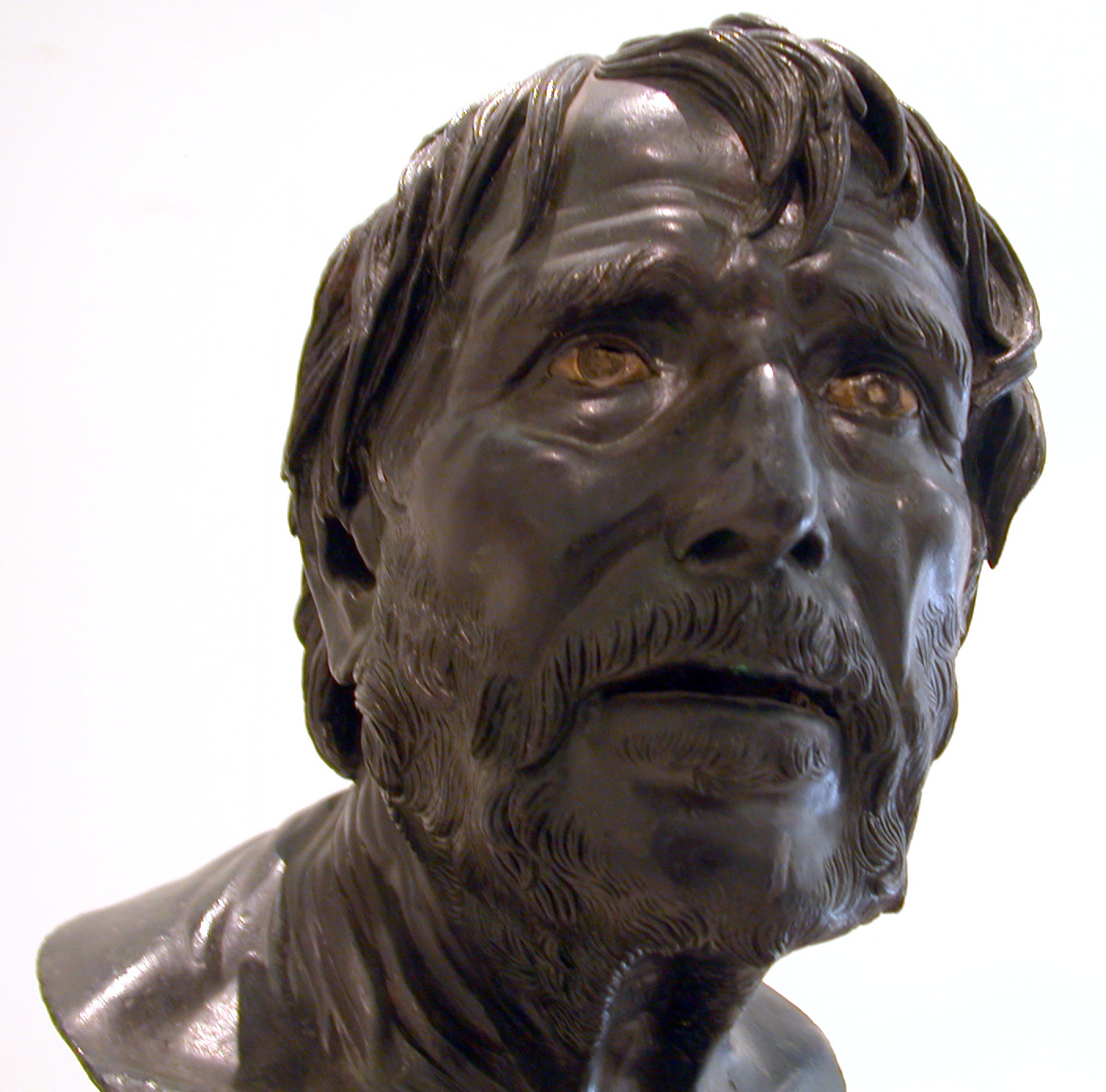
Sèneca
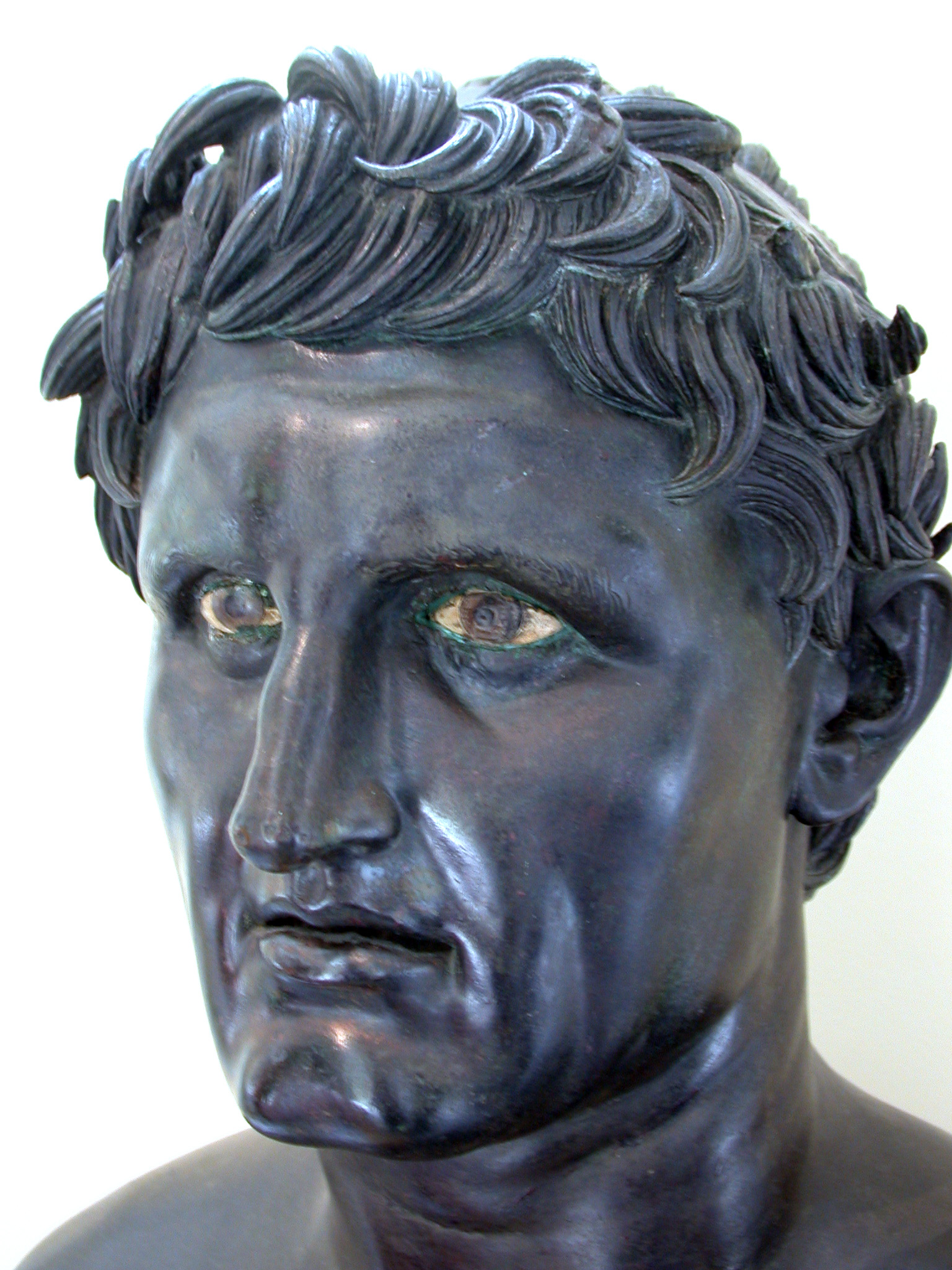
Seleuc Nicàtor

### La maqueta de Pompeia
Es tracta d'una gran maqueta de la ciutat (sala 96) durant el seu apogeu, feta de fusta, suro i paper, que constitueix un preciós testimoni de l'erudició acadèmica del segle xix. Està realitzada amb una gran minuciositat de detalls i mostra testimonis únics de diversos elements decoratius trobats a les excavacions de la ciutat, com ara mosaics i pintures, que més endavant foren destruïts.

## Seccions topogràfiques

### Secció prehistòrica
En aquesta secció (sales 126-127), s'exhibeixen objectes des del Paleolític i el Neolític fins a les edats del bronze i del ferro procedents de diversos jaciments d'Itàlia.

### Les cultures gregues del golf de Nàpols
Segons la nova reorganització del museu, hi ha diverses seccions que presenten les troballes relatives a les civilitzacions que es van desenvolupar vora el golf de Nàpols durant el període de la colonització grega. S'inicien al segle viii aC (amb l'assentament de Pithekoússai o Pithecusae, a l'illa d'Ischia) i arriben fins a la sofisticada cultura hel·lenística, origen de les ciutats gregues de Cumes i Neàpolis, la qual va continuar prosperant fins al dia d'avui com la moderna Nàpols.
- Pithekoússai (sales 124-125). A la primera, s'exhibeixen els objectes procedents de Lacco Ameno i altres jaciments del sud de l'illa; la segona està dedicada íntegrament a la recreació d'una casa grega de Punta Chiarito (segle vi aC), reconstruïda en escala 1:1, amb tot el parament que s'hi va trobar.

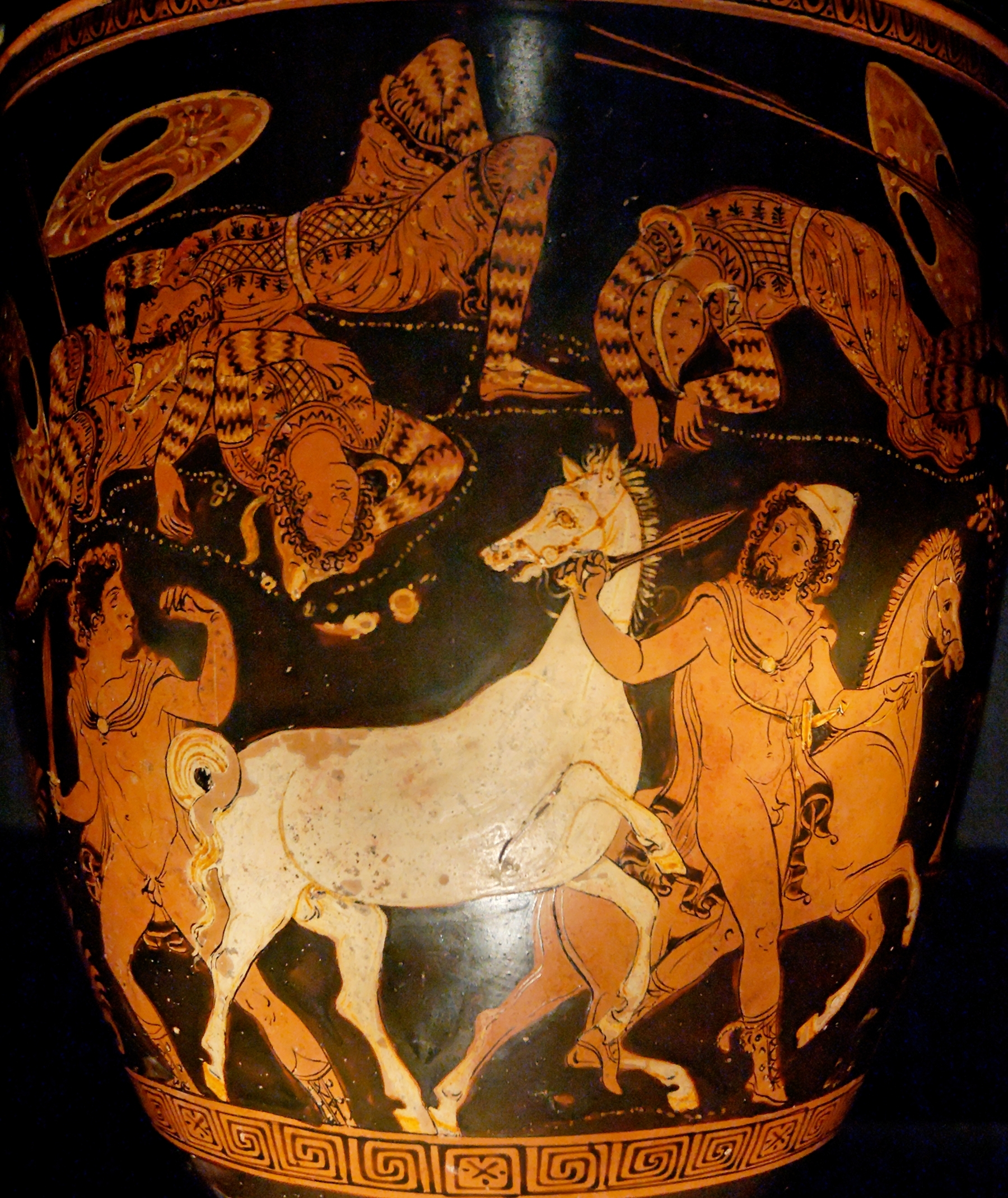
Vas apuli amb la representació d'Ulisses i Diomedes apoderant-se dels cavalls de Resos (v. 360 aC)

- Cumes (sala 126). Només se'n visita la part relativa a l'època fundacional de la colònia, amb referències a l'època arcaica. Pel que fa a la secció sobre l'època clàssica (amb la rica col·lecció cumana de vasos pintats amb figures negres i figures vermelles, procedents de les seves necròpolis), no se sap quan s'obrirà al públic.
- Neàpolis (sales 118-120).

### La Magna Grècia
Aplega un gran nombre d'objectes trobats a la regió de la Magna Grècia entre 1700 i 1800, a més d'importants donacions provinents de col·leccions privades, amb terracotes, vasos, pintures funeràries, joies, monedes i una gran varietat d'altres materials procedents de Paestum, Metapont, Locri, Ruvo i Canosa. La secció, que ocupa les sales 137-143, és tancada al públic mentre duren les tasques de condicionament, i no es té notícia de quan es podrà visitar.

### Els pobles etruscos i itàlics de la Campània
Tot esperant encara la reorganització dels seus espais (sales 130-136), aquesta col·lecció comprèn objectes de les poblacions estrusques i itàliques de la regió de la Campània (Nola, Càpua, Calvi, Satícula, Al·lifes i Teànum), que mostren especialment la influència grega.

## Altres col·leccions i seccions

### Col·lecció egípcia

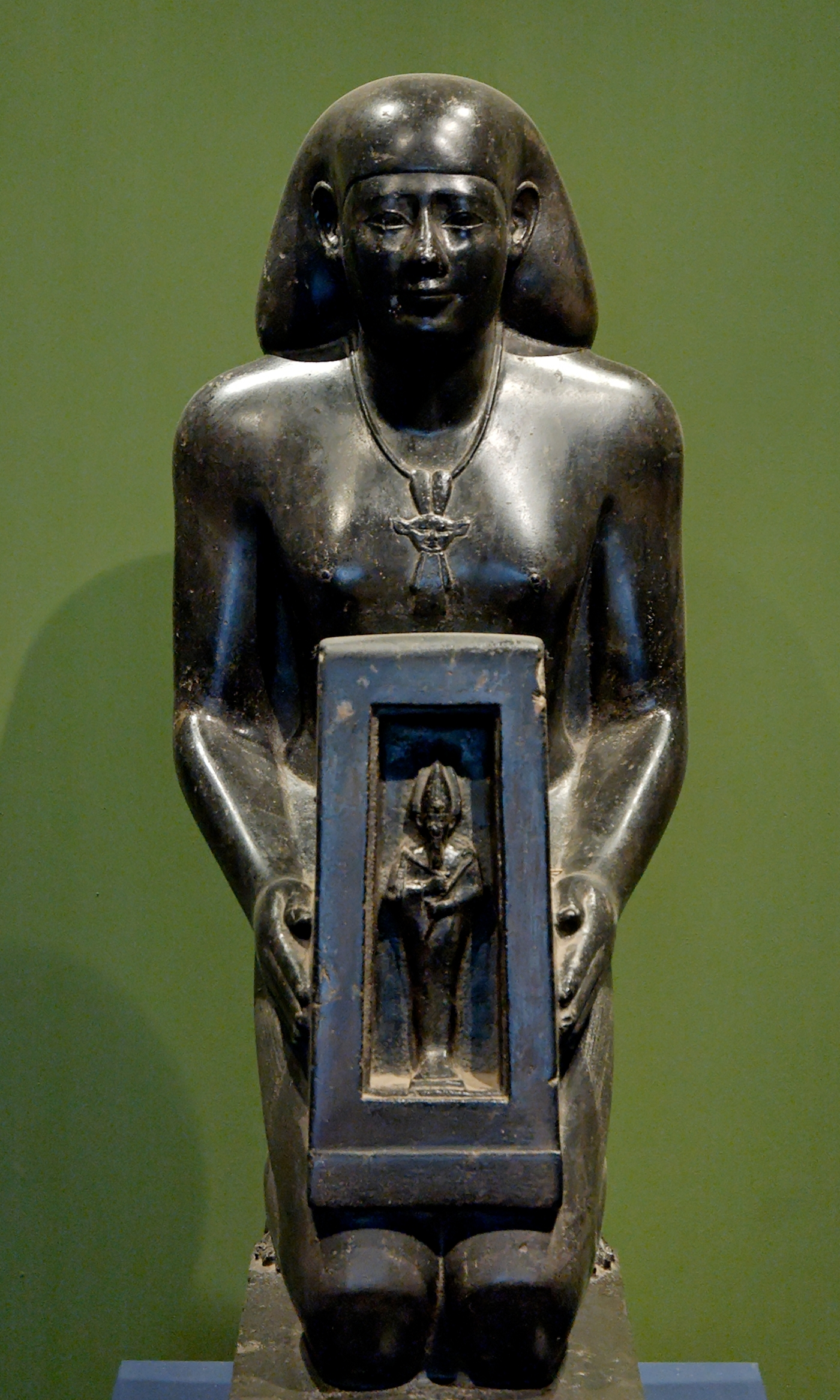
El Naòfor Farnese, estàtua d'Uah-Ib-Ra Mery-Neith, dinasties XIX-XX de l'antic Egipte

Composta bàsicament de dues col·leccions privades, la Borja (segle xviii) i la Picchianti (segle xix), inclou peces autèntiques i molts objectes pseudoegipcis provinents de Pompeia i d'altres ciutats de la Campània. Les peces egípcies daten des del Regne antic (2700-2200 aC) fins a la dinastia Ptolemaica.
Inclosa a les sales 18-23, és una de les principals d'Itàlia en el seu gènere, en competència amb les del Museu Egipci de Torí, la més important del país, i amb les col·leccions del Museu Arqueològic Nacional de Florència i dels Museus Vaticans.

### Col·lecció epigràfica
Conté importants inscripcions gregues, osques, etrusques i llatines de Roma, la Magna Grècia i la Campània. En destaquen les inscripcions jurídiques i les tauletes d'Heraclea. Situada a les sales 150-155, actualment és tancada al públic a causa de les obres d'enllaç entre el museu i el metro, i no se sap quan es podrà tornar a visitar.

### Col·lecció numismàtica
El museu conté una extensa i preciosa col·lecció de monedes i medalles, majoritàriament integrants de la col·lecció Farnese, amb vora 200.000 exemplars, que van des de les encunyacions més antigues de Grècia fins al final de l'Imperi Romà, i amb una altra secció que comprèn des de l'edat mitjana fins a l'època borbònica. S'exhibeix a les sales 51-56.

### Salone della Meridiana

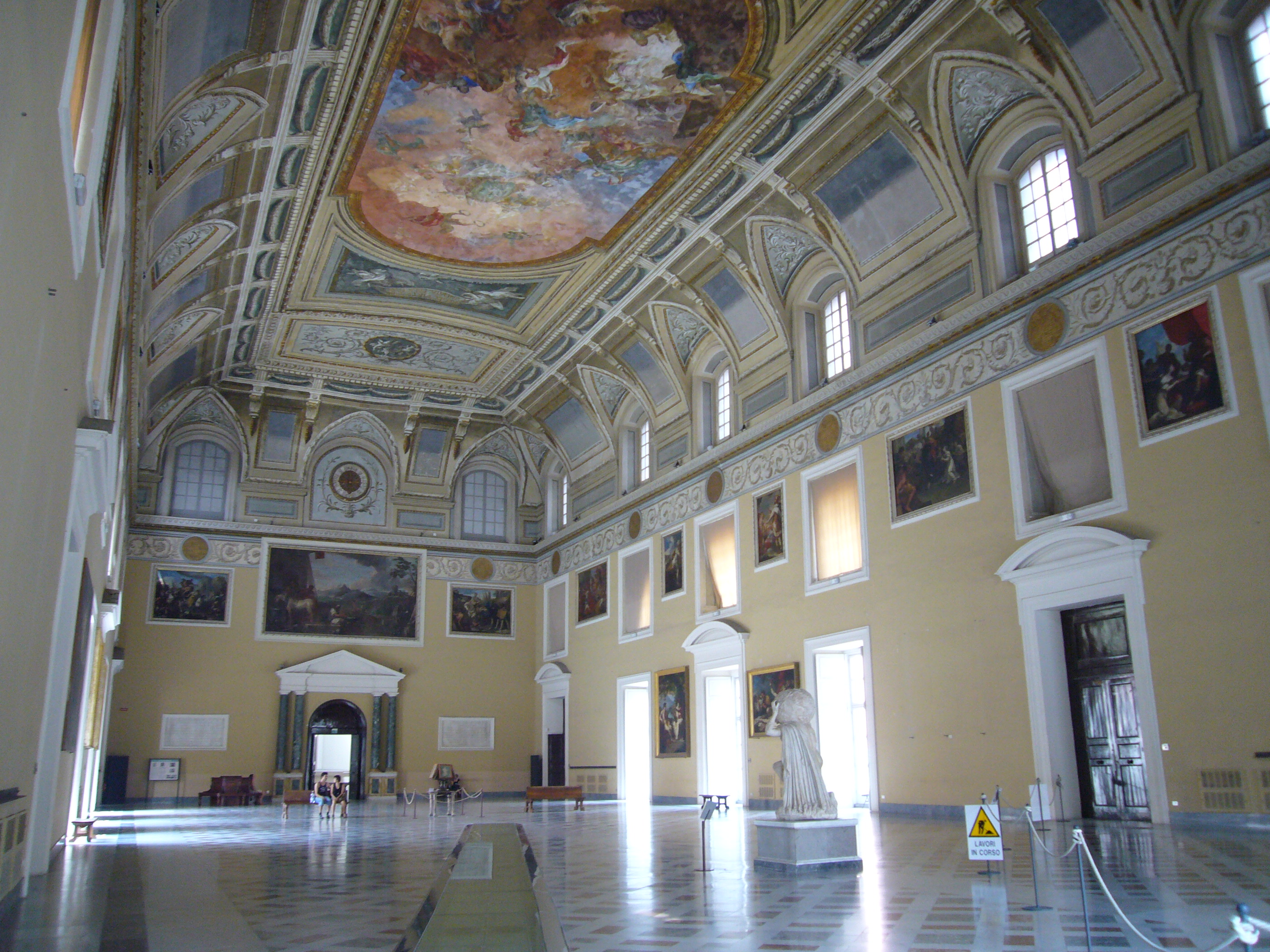
El salone della Meridiana

Ocupada originàriament per la Reial Biblioteca, aquesta sala fou decorada amb frescos al sostre, obra de Pietro Bardellino, que mostren La Virtut coronant Ferran i Maria Carolina. A les parets, s'hi col·locaren 18 teles de Giovan Evangelista Draghi que il·lustren les gestes d'Alexandre Farnese als Països Baixos. A la sala, també s'hi exposen un grup de pintures academicistes de l'escola napolitana de la primera meitat del segle xix i, sobretot, la cèlebre estàtua de l'Atles Farnese, que forma part de la col·lecció Farnese.
El rellotge de sol a què fa referència el nom del saló (això és el que vol dir meridiana en italià) és dibuixat al terra de la sala i data del segle xviii, quan es pensava instal·lar un observatori astronòmic a l'edifici. Es tracta d'una obra d'art notable per la bellesa dels signes del zodíac que hi té representats.